# Corps de moindre traînée
En mécanique des fluides, un corps de moindre traînée est un corps qui, lors de son déplacement dans un fluide, génère la traînée la plus faible.

## Généralités
Il arrive que les corps de moindre traînée soient appelés abusivement « corps en goutte d'eau ». Pourtant, les gouttes d'eau (pluie ou brouillard) ont ordinairement une forme sphérique ; seules les très grosses gouttes de pluie, au-delà d'un diamètre 2 ou 3 mm, sont déformées (dans leur partie avant) par leur vitesse de chute.
La traînée d'un corps peut être caractérisée par son coefficient de traînée Cx, mais ce Cx peut être basé soit sur la surface frontale du corps, soit sur sa surface mouillée, soit sur la racine 2/3 de son volume (pour les dirigeables et les réservoirs d'appoint), c'est pourquoi il est essentiel de toujours préciser la surface de référence choisie pour le Cx (même quand cette surface de référence apparaît comme évidente).
Il est usuel de distinguer deux types de corps de moindre traînée :
1. Le corps de moindre traînée totalement turbulent : plus précisément « corps de moindre traînée en couche limite totalement turbulente » ;
2. Le corps de moindre traînée laminaire : plus précisément « corps à laminarité étendue » ou « à laminarité étendue de la couche limite ».

## Forme du corps de moindre traînée «turbulent»

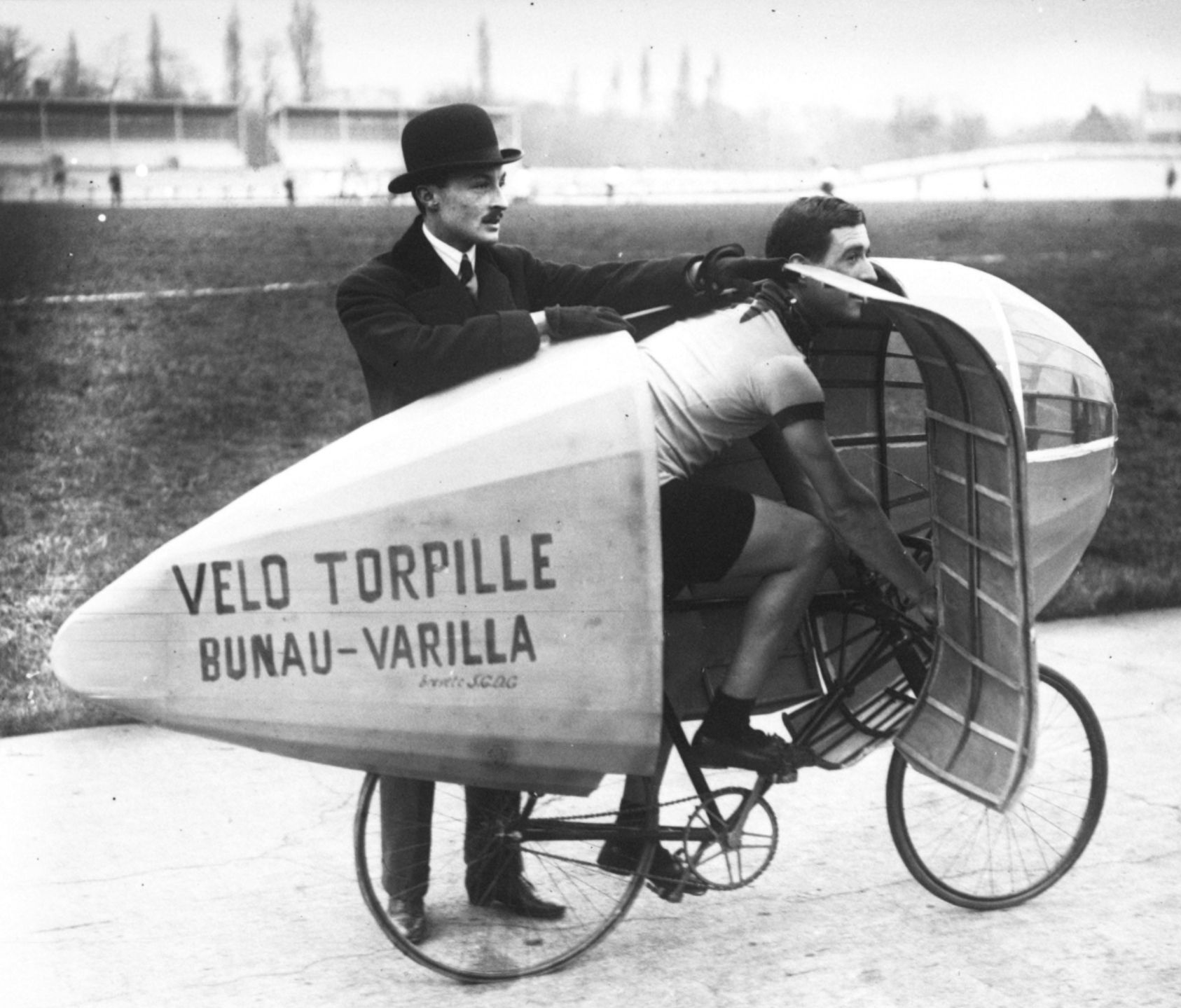
Vélo-torpille Bunau-Varilla qui battit beaucoup de records cyclistes, des années 1910 aux années 1930.

C'est Gustave Eiffel, aux alentours de 1912, qui a établi quantitativement dans sa soufflerie d'Auteuil, qu'un corps 2D ou 3D générait moins de traînée lorsqu'il possédait un avant arrondi et un arrière en pointe raccordé par un arrondi à la partie avant.

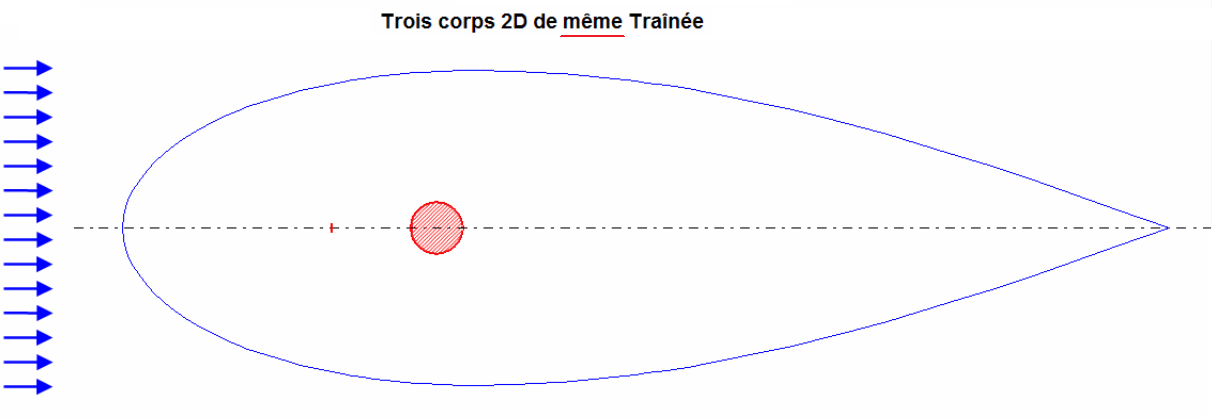
Trois corps "2D" de même traînée.

À titre d'exemple, s'agissant d'un corps de deux dimensions, le corps de moindre traînée "turbulent" suscite, à surface frontale égale, une traînée six fois moindre que celle d'un cylindre et quarante fois moindre que celle d'une plaque plane (ou palette) également de même section frontale. La forme 2D de moindre traînée bleue du schéma ci-contre à gauche présente la même traînée que le cylindre dont on voit la section rouge ou que la tige plate rouge (ou palette) à peine visible légèrement à gauche de ce cylindre (ces trois corps faisant évidemment la même longueur dans la direction perpendiculaire au plan du schéma),.

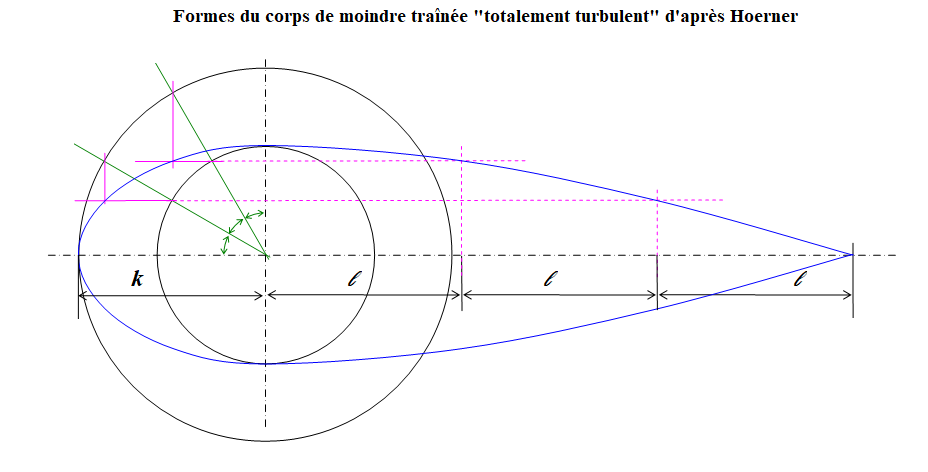
Forme du corps de moindre traînée 'totalement turbulent', d'après le Hoerner "Drag"

Dans son ouvrage Fluid-Dynamic Drag, Sighard F. Hoerner (en) indique le moyen de tracer les formes des corps de moindre traînée « en couche limite totalement turbulente » (image ci-contre à gauche). La section de leur avant-corps (c'est-à-dire leur partie avant jusqu'à leur maître-couple) doit adopter la forme d'une demi ellipse. La section de leur arrière-corps (depuis le maître-couple jusqu'à leur bord de fuite) doit adopter la forme d'un cosinus.
J. L. Hess et R. M. James, quant à eux, écrivent en conclusion de leur étude de corps de révolution soumis à une couche limite pleinement turbulente en écoulement incompressible aux hauts Reynolds :

« 2. b  Les formes d'élancement allant de trois à quatre ont le plus faible coefficient de traînée basé sur la puissance 2/3 du volume.
   2. c  Le coefficient de traînée est insensible à la forme et aucune forme n'a été trouvée qui présenterait un coefficient de traînée significativement plus faible qu'un ellipsoïde prolongé par un cône en pointe,. »

La mathématicienne et mécanicienne des fluides Hilda M. Lyon a défini dans sa thèse les formes d’un corps de moindre traînée, le modèle A, par l’équation : {\displaystyle {\frac {r}{D}}=1,11326{\sqrt {s-s^{2}-s^{3}+s^{4}}}} où {\displaystyle r} est le rayon à l’abscisse relative {\displaystyle s} et {\displaystyle D} le diamètre maximal du corps. L’abscisse relative {\displaystyle s} vaut comme toujours le quotient {\displaystyle {\frac {x}{L}}} de la distance {\displaystyle x} au point d’arrêt par la longueur {\displaystyle L} du corps.
Le sous-marin Albacore (image ci-dessous) fut construit selon cette définition, en prenant un élancement {\displaystyle {\frac {L}{D}}} de 4,48.

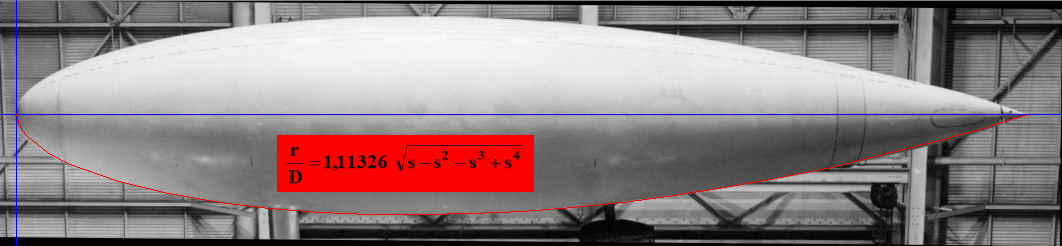
L'Albacore reprend les formes du Modèle A de Hilda M. Lyon, lequel est défini mathématiquement.

L'utilisation de la formule simple y = 1,3 (1 - x) √x est également possible (y et x étant les abscisses et ordonnées relatives).

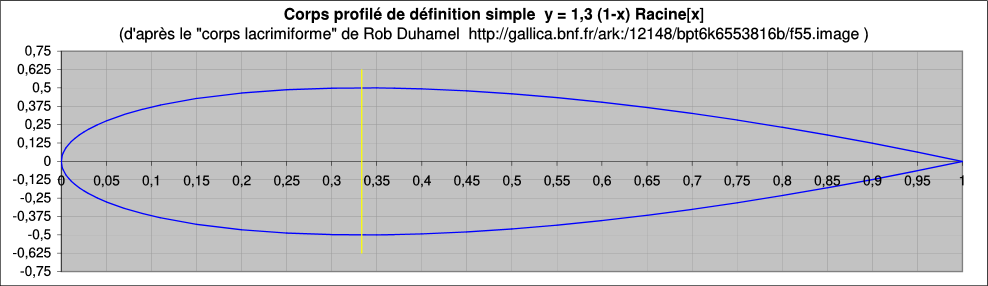
Corps de moindre traînée de définition simple, d'après Rob Duhamel (abscisses allongées).

La forme des profils NACA quatre chiffres (qui sont des profils symétriques) est basée sur l’équation suivante :
{\displaystyle {\frac {y}{{\acute {e}}p}}=1,4845{\sqrt {\frac {x}{c}}}-0,63{\frac {x}{c}}-1,758({\frac {x}{c}})^{2}+1,4215({\frac {x}{c}})^{3}-0,5075({\frac {x}{c}})^{4}}
équation où {\displaystyle y} est la demi épaisseur locale à l’abscisse {\displaystyle x}, {\displaystyle {\acute {e}}p} est l’épaisseur maximale absolue du profil et {\displaystyle c} sa corde ({\displaystyle {\frac {x}{c}}} et {\displaystyle {\frac {y}{{\acute {e}}p}}} sont donc les abscisses et ordonnées relatives).
Bien que les profils d’ailes ne soient pas des corps de moindre traînée à surface frontale donnée ou à volume donné (on demande aux ailes d’être des corps de moindre traînée à surface alaire donnée), on peut quand même utiliser les équations qui génèrent les profils NACA quatre chiffres pour dessiner la forme de corps de moindre traînée à surface frontale donnée ou à volume donné. Différentes formes évoquées ci-dessus sont comparées dans l'image ci-dessous :

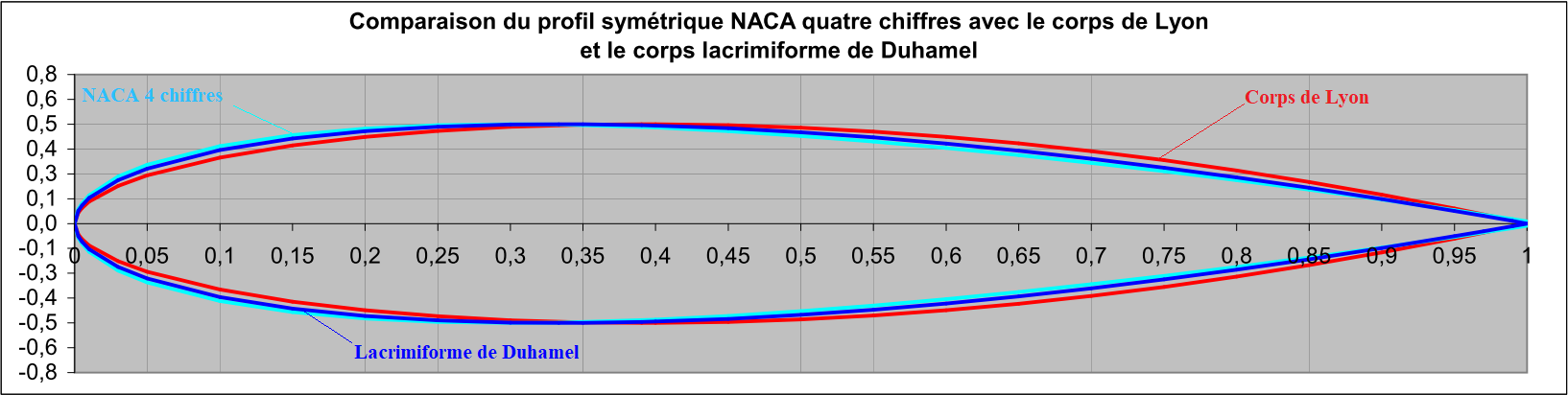
Comparaison des formes des profils NACA 4 chiffres, du corps de Hilda M. Lyon et du corps lacrimiforme de Duhamel.

Pour les Reynolds aéronautiques, l'« élancement » longueur/diamètre du corps de moindre traînée « à surface frontale donnée » doit être de 3 ou 4. Cependant, de la même façon que l'élancement optimal d'un corps de moindre traînée 3D varie selon qu'on le cherche à surface donnée ou à volume donné, l'élancement optimal du corps de moindre traînée 2D ou 3D varie selon le cahier de charges de son emploi (selon que ce corps est un simple carénage ou travaille en traction ou en flambage). Hoerner donne ainsi dans son ouvrage Drag les élancements optimaux des carénages 2D, haubans et mâts de compression (ces élancements optimaux étant tous différents).
Ce même élancement optimal doit néanmoins être plus fort aux plus bas nombres de Reynolds (voir plus bas le chapitre Limitations...).

## Forme du corps de moindre traînée laminaire

North American P-51 à ailes « laminaires ».

Le premier exemple d'utilisation de corps 2D de moindre traînée « laminaire » (ou « à laminarité étendue de leur couche limite ») fut les ailes du North American P-51 Mustang (si une aile n'est pas un corps de moindre traînée à surface frontale donnée du fait de l'importance de son rapport corde/épaisseur, elle se doit d'être un corps de moindre traînée à surface alaire donnée). Le profil de ces ailes repousse très en arrière son épaisseur maximale de façon à retarder la transition de la couche limite depuis le régime laminaire (qu'elle adopte naturellement à partir du bord d'attaque) jusqu'au régime turbulent (qui intervient toujours avec le passage en positif du gradient de pression, ce passage au gradient positif se faisant toujours aux alentours de l'épaisseur maximale). Une couche limite laminaire présentant un coefficient de friction beaucoup plus faible qu'une couche limite turbulente, la conséquence (et surtout pour des corps de grands élancements comme les ailes dont la traînée est surtout due à la friction) est une baisse drastique de la traînée.
S'agissant des corps de moindre traînée 3D, on a longtemps pensé que l'extension de la laminarité de leur couche limite ne pourrait se maintenir dans les conditions normales de vol (c'est ce qui peut expliquer que les Mustang de l'image ci-dessus étaient équipés de réservoirs supplémentaires en corps de moindre traînée totalement turbulents). En 1966 cependant, les essais de chutes de corps laminaires rapportés par Bruce H. Carmichael dans l'océan Pacifique prouvèrent que, contre toute attente, il était possible de diminuer notablement la traînée en dotant les corps 3D d'un profil laminaire (-60 % de traînée) (image du Dolphin, ci-dessous). De nos jours, les fuselages de planeurs de compétition sont bien des corps de moindre traînée laminaire (ils ont un profil « têtard », leur empennage étant porté au bout d'un tube - ou hampe - de faible surface mouillée).

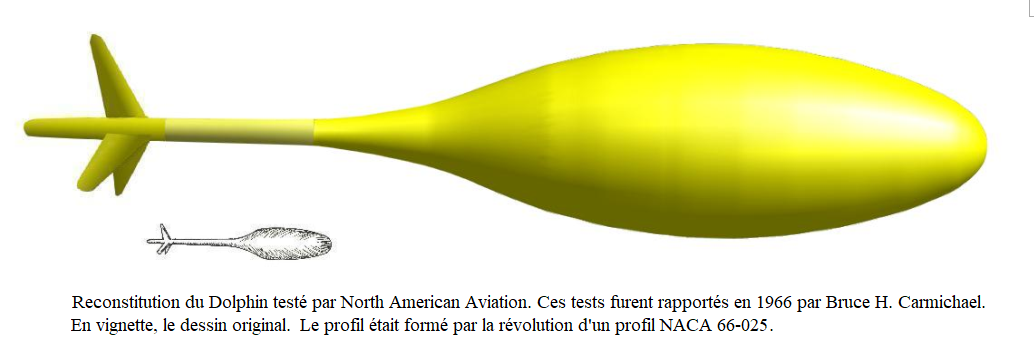
Le Dolphin, premier « corps laminaire » à avoir été essayé par essais de chute dans l'océan Pacifique.
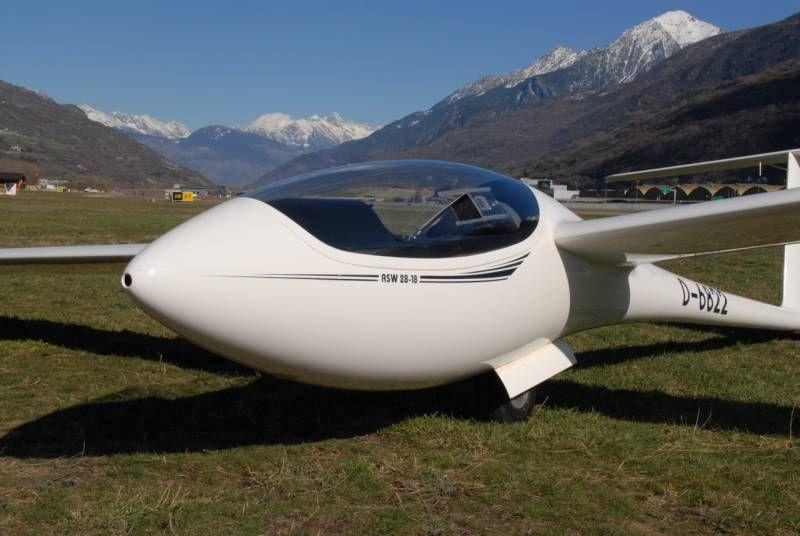
Fuselage « têtard » (et « laminaire ») du planeur ASW 28.

## Fonctionnement du corps de moindre traînée

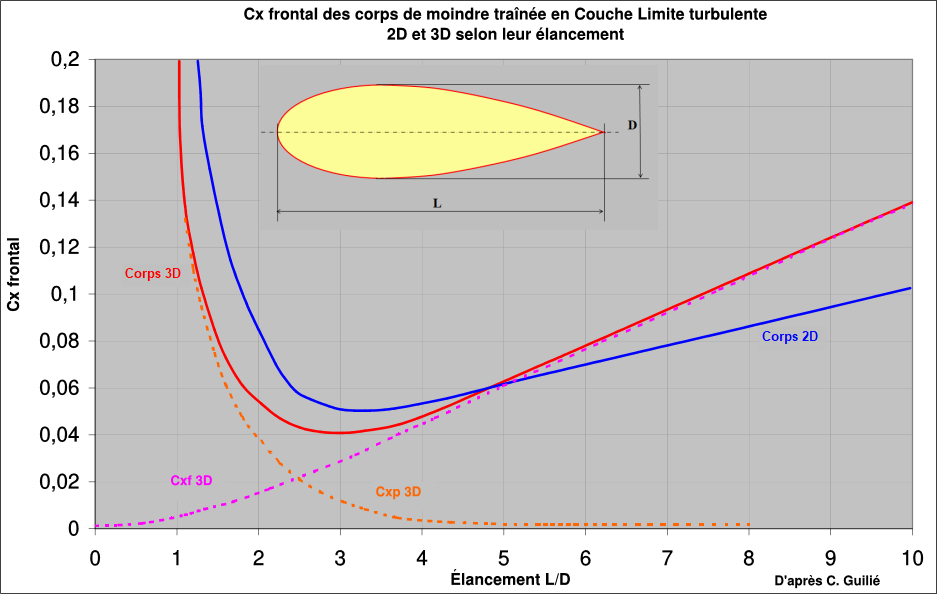
Cx frontal des corps 2D ou 3D selon leur élancement L/D.

Très contre-intuitivement, la forme de l'avant des corps de moindre traînée « en couche limite totalement turbulente » (les plus fréquents) s'avère de faible importance : on peut l'expliquer par le fait que l'écoulement sur cet avant-corps s'organise de lui-même de façon optimale : à la zone de forte surpression entourant le point d'arrêt (zone freinant le corps) succède classiquement une zone d'écoulement accéléré (donc en dépression) d'assez grande superficie (cette zone aspirant le corps en avant).
Avant les mesures d'Eiffel, si l'on attachait beaucoup d'importance à la pénétration des corps dans l'air (conformément aux préceptes de l'aérodynamique « collisionnelle » de Newton) on négligeait totalement l'état dans lequel leur culot laissait l'air après leur passage. Or c'est bien l'arrière d'un corps qui peut produire beaucoup de traînée, par la dépression que d'éventuels décollements peuvent y appliquer (voir le paragraphe Histoire).
La forme en pointe de l'arrière du corps de moindre traînée réalise au mieux le difficile retour du fluide à sa situation d'avant le passage du corps (ce que l'on appelle le recouvrement de pression à l'arrière du corps). Cependant, le fort épaississement de la « couche limite » tout au long du corps de moindre traînée fait que de nombreuses couches du fluide sont malgré tout ralenties (si l'on considère le corps comme fixe dans un fluide en mouvement), ce qui résulte forcément en la création de petits tourbillons en aval du corps. De ce fait, le recouvrement de la pression à l'arrière du corps ne se réalise pas tout à fait (comme dans le paradoxe de d'Alembert) : la pression au culot d'un corps de moindre traînée « en couche limite totalement turbulente » n'est que 0,2 à 0,3 fois la pression dynamique. Cela suffit néanmoins à donner au corps de moindre traînée « en couche limite turbulente » un Cx de l'ordre de 0,05 (en 2D) ou 0,04 (en 3D), ceci en référence à sa surface frontale. Ce très faible Cx est primordialement dû à la traînée de friction du fluide sur toute la surface du corps, le Cx de pression des corps de moindre traînée (en couche limite turbulente et à plus forte raison « à laminarité étendue ») devenant négligeable. L'ingénieur américain Hugh B. Freeman écrit d'ailleurs à ce propos, dans son rapport NACA no 432 : « La comparaison directe de la traînée mesurée et de la traînée de friction seule […] est justifiée par le fait que la traînée de pression sur ce modèle tirée des mesures de distribution des pressions est négligeable, dans la limite de précision des tests ». On remarque d'ailleurs sur le graphe ci-dessus qu'au-delà d'un élancement 4 ou 5, le Cx total du corps 3D (en rouge) est pratiquement confondu avec la courbe du Cx de friction (en tiretés fuchsia), la courbe du Cx de pression (en tiretés orange) se faisant négligeable. Ceci explique qu'adopter un élancement plus fort n'est plus rentable (s'agissant d'un corps dont on cherche à minimiser la traînée à surface frontale donnée) puisque cela augmente le Cx de friction.

## Stabilité de route des corps de moindre traînée

Instabilité aérodynamique d'un ballon à hélium lors de son ascension.

Les corps de moindre traînée sont foncièrement instables en lacet et en tangage, c'est-à-dire que, dès qu'ils prennent une petite incidence (à l'occasion d'une embardée ou d'une turbulence du fluide), le jeu de pression à leur surface crée un moment qui va avoir tendance à augmenter cette incidence initiale : il en résulte une tendance des corps de moindre traînée à se mettre en travers (le fait peut être observé lors des lâchers de ballon de latex gonflés à l'hélium (animation ci-contre) : la trajectoire ascendante de ces ballons n'est qu'une suite d'embardées successives, les ballons se mettant en travers dès qu'ils acquièrent une vitesse ascensionnelle suffisante, cette mise en travers les freinant suffisamment pour qu'ils reprennent leur direction verticale, puis leur accélération, et ainsi de suite).
Le corps de moindre traînée devra donc être doté d'organes stabilisateurs (un empennage, en général), sauf s'il s'agit d'un corps secondaire lié mécaniquement à un corps principal assurant lui-même son contrôle d'incidence, comme un carénage de train d'atterrissage.

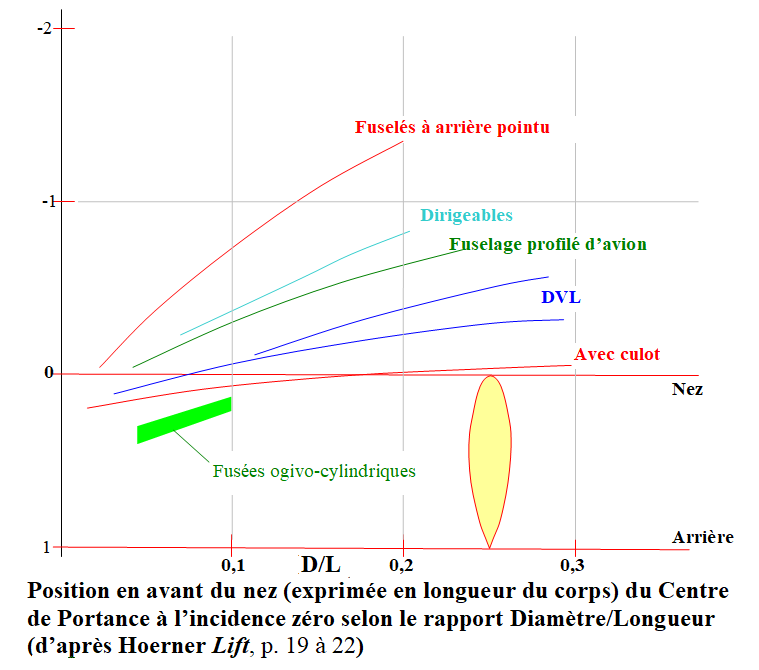
Panorama des Centres de Portance de divers types de corps profilés.

Hoerner écrit d'ailleurs, à propos du corps de moindre traînée 3D :

« Quand on réduit l'arrière-corps à un point, le centre de portance se déplace en avant :
Quand on donne à l'avant-corps une forme plus pleine [moins pointue, donc plus arrondie], le [même] point se déplace encore plus en avant. En conséquence, les corps parfaitement […] profilés ont leur centre de portance jusqu'à une fois leur longueur en avant de leur nez. »

En général, c'est l'installation d'un empennage de surface suffisante qui recule suffisamment le centre de portance en arrière du centre des masses pour qu'une stabilité « passive » soit obtenue (l'obtention d'une stabilité « active » est possible avec moins de surface d'empennage, mais elle devra être contrôlée par un dispositif de pilotage).
La détermination du centre de portance d'un corps de moindre traînée 3D de révolution peut être faite à partir de la Théorie des corps élancés de Max M. Munk : en cas d'incidence accidentelle, l'avant-corps développe une portance classique (celle des ogives de fusées), mais l'arrière-corps, quoique se mettant en travers de l'écoulement (comme un empennage), développe contre intuitivement une déportance qui, conjuguée à la portance de l'avant-corps, tend à accroître l'incidence accidentelle. La Théorie des corps élancés surestime cependant la déportance d'arrière-corps d'un facteur proche de 2 (par rapport à la déportance réellement mesurée), ceci du fait de l'épaississement de la Couche limite à l'arrière du corps.

## Limitations du domaine d'utilisation

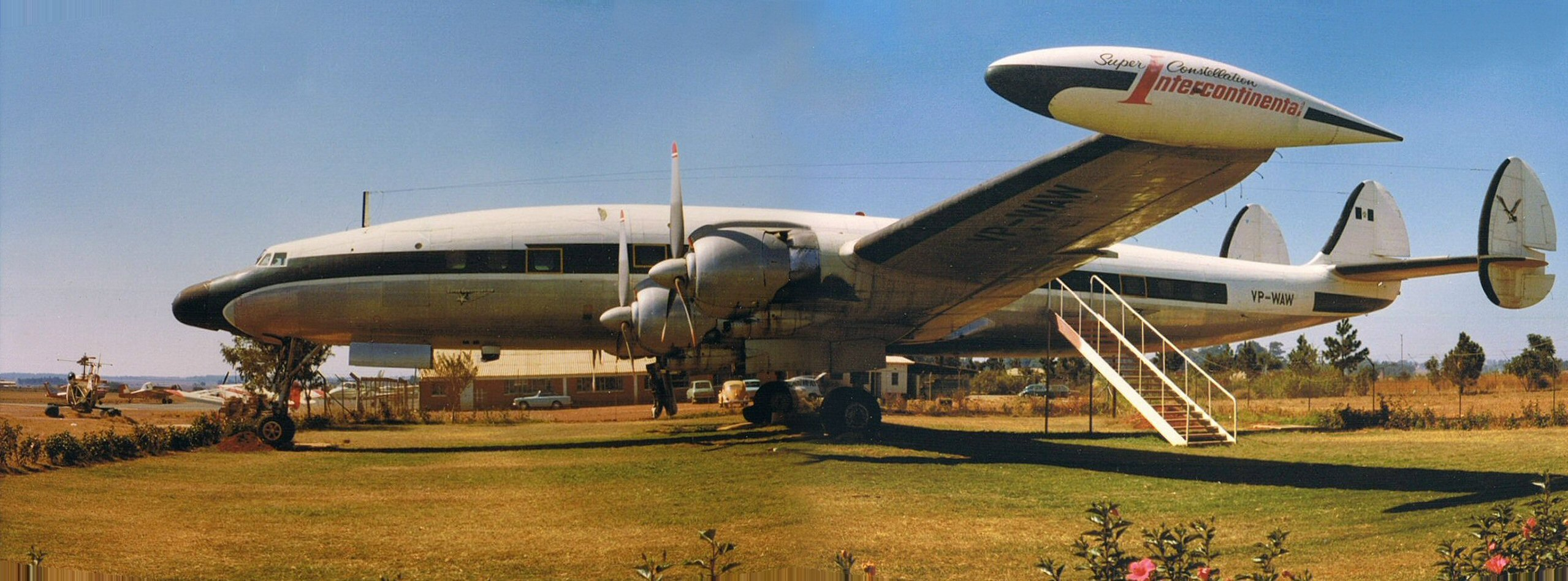
Réservoir d'appoint (en bout d'aile) sur un Super Constellation.

Malgré l'existence des corps de moindre traînée « laminaires » présentant des caractéristiques de traînée plus favorables, on continue à utiliser couramment les corps de moindre traînée « en couche limite totalement turbulente » dans des applications telles que les carénages de roues de trains d'atterrissage, les réservoirs d'appoint ou le carénage de charges portées extérieurement aux avions.
Lorsque l'on doit caréner un corps secondaire collé à la paroi d'un corps principal, la forme de moindre traînée ellipsoïdo-cosinusoïdale d'Eiffel n'est plus optimale et doit être modifiée.
De même, l'élancement du corps de moindre traînée doit être adapté aux plus bas Reynolds, ceux-ci plaçant classiquement le corps de moindre traînée en régime sous-critique (avec décollement de l'écoulement sur l'arrière-corps et forte augmentation de traînée). À ces bas Reynolds, des éléments turbulateurs pourront anticiper la transition de la couche limite et éviter ce genre de décollements d'arrière corps.

## Histoire
La question de la forme d'un corps de moindre traînée a été posée très tôt dans l'histoire de l'humanité. Léonard de Vinci lui-même a dessiné l'écoulement de l'eau sur des corps de forme très proche des formes admises actuellement. L'observation des animaux marins (poissons et cétacés) et volants suggérait que la forme arrière du corps de moindre traînée soit fuyante (comme une queue de maquereau). Quant à la forme avant, la présence de certains organes (bouche ou bec, yeux) compliquait la réflexion. L'exemple des baleines, avec leur tête arrondie plaidait cependant pour une forme avant arrondie.
Avant qu'Eiffel ne tranche la question par ses mesures en soufflerie, les techniciens et scientifiques s'étaient scindés en deux catégories : les « petitboutistes » (qui jugeaient que le corps de moindre traînée gagnait à posséder une forme effilée ou pointue à l'avant) et les « grosboutistes » (qui jugeaient que ce même corps devait présenter une forme arrondie à l'avant). Avant les apports d'Eiffel, en effet, beaucoup d'ingénieurs faisaient leur la conception que Newton avait introduite pour les déplacements dans des fluides à particules raréfiées, cette conception induisant que la difficulté d'un corps à se déplacer dans ces fluides était assimilable à la difficulté du soc de la charrue à labourer la terre. En conséquence, une fois que l'avant-corps avait « fait sa trace » dans le fluide (comme l'homme de tête d'un groupe de skieurs fait sa trace dans la neige ou comme une taupe fait son tunnel dans la terre), l'arrière-corps passait sans effort dans le même fluide (ce qui est d'ailleurs vrai pour les fluides raréfiés). Bref, si les « petitboutistes » attachaient beaucoup d'importance à la pénétration des corps dans le fluide, ils négligeaient totalement l'état dans lequel leur culot laissait le fluide après leur passage. Or c'est bien la partie arrière d'un corps qui (très contre-intuitivement) crée la plus grande partie de sa traînée (à cause de la très forte dépression qui naît dans son sillage : on peut dire qu'un corps dont la partie arrière possède une forme incorrecte est tiré vers l'arrière par la dépression qui se forme autour de cette partie arrière.

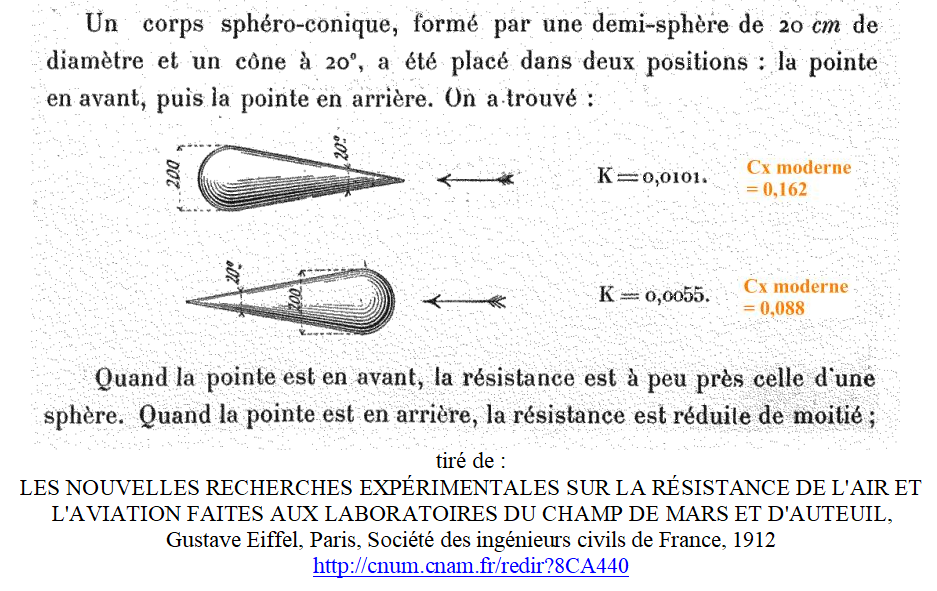
Cx frontal du corps sphéro-conique d'Eiffel (1910).

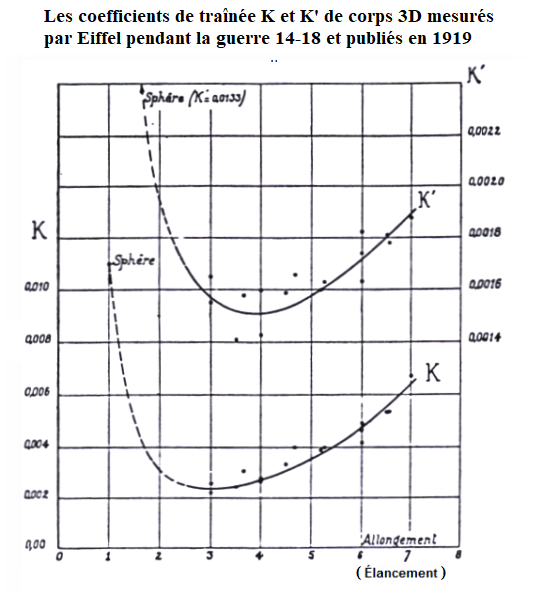
Coefficients de traînée de corps 3D publiés par Eiffel en 1919

Le corps 3D de moindre traînée avait déjà été approché par Eiffel en 1910 sous la forme du corps « sphéro-conique » essayé dans sa soufflerie du Champ-de-Mars (image ci-contre à droite).

Pendant la Première Guerre mondiale, Eiffel avait établi dans sa soufflerie d'Auteuil les courbes des Cx frontaux et volumiques de corps profilés 3D (souvent des carènes de dirigeables) en fonction de leur élancement (courbes ci-contre à gauche). Ces courbes montrent bien deux minima aux élancements 3 et 4 (3 pour la courbe du coefficient de traînée frontal et 4 pour la courbe du coefficient de traînée volumique).
En ordonnées du graphe ci-contre à gauche sont les coefficients de Traînée K et K’ tels que les utilisait Eiffel et qui ne sont pas strictement adimensionnels. K est le coefficient de traînée référencé à la section frontale des corps et K’ celui référencé à la puissance 2/3 du volume des corps,.
En 1927, dans la soufflerie du Nayy Aerodynamic Laboratory de Washington, Zahm, Smith et Louden mesureront la traînée de corps de mêmes sections, de formes homothétiques et d’allongement 1 à 10. Ces mesures confirment les courbes établies par les chercheurs européens.
S'agissant des corps 2D (tels que haubans et montants de biplans), Eiffel déclarait en 1919 : « L'allongement [d'un montant ] diminue la résistance de neuf fois environ. C'est une diminution de résistance telle que depuis la connaissance de nos chiffres on n'a plus employé que des montants fuselés ».

## Les corps de moindre traînée en incidence

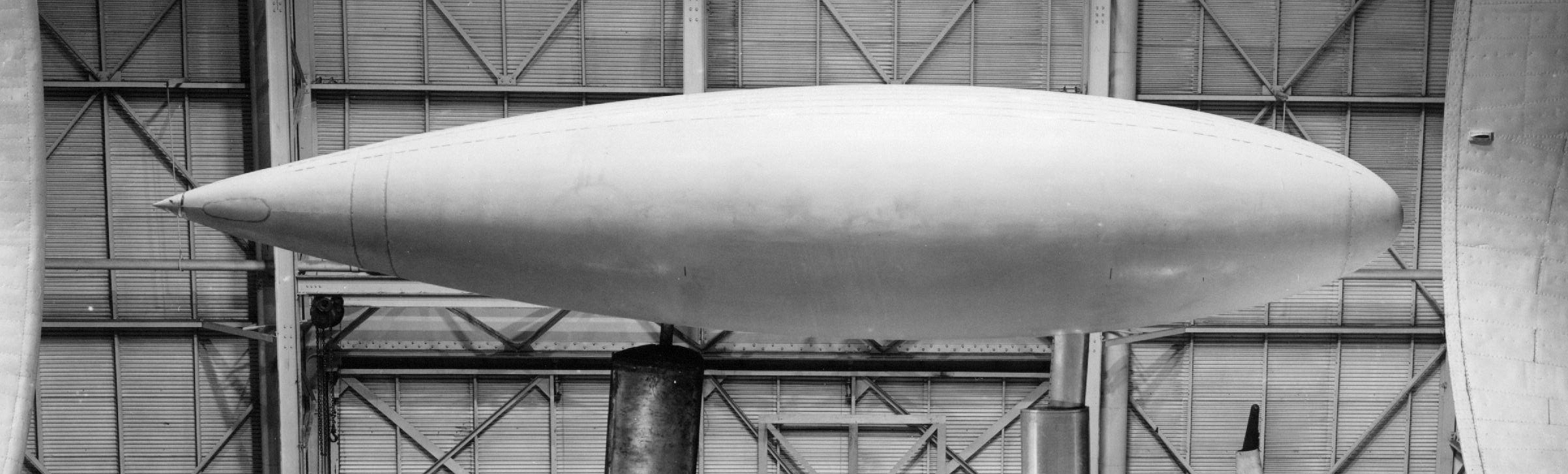
La coque nue du sous-marin Albacore fut testée en incidence dans la soufflerie de Langley (le vent vient de droite).

Les corps de moindre traînée sont conçus pour fonctionner à une incidence nulle ; cependant, ils acceptent des incidences notables sans augmentation importante de leur traînée, même si leur mise en incidence crée un fort moment de déstabilisation qui peut être gênant pour certaines applications (voir Stabilité des corps de moindre traînée). Dans son étude de divers fuselages publiée en anglais par le NACA, l'Allemand G. Lange constate sur deux fuselages très bien profilés d'élancements 4 et 5,7 une augmentation moyenne de 21% du Cx (coefficient de traînée « en repère vent ») lorsque l'incidence passe de 0 à 8°. Les tests en incidence de la coque nue du sous-marin Albacore (image ci-contre) donnent un accroissement un peu plus fort. Ceci étant l'évolution générale de ce Cx est à peu près parabolique. Cependant, exprimer la traînée sous forme du coefficient de traînée « axiale » Ca (c.-à-d. « en repère corps ») permet de dégager une autre loi d'évolution : la courbe du coefficient de traînée « en repère corps », ou « Ca », se montre alors quasi horizontale pour les petits angles puis s'abaisse ensuite, contrairement à la courbe du coefficient de traînée « en repère vent » ou « Cx ».
On peut donc dire que le coefficient de traînée axiale Ca se montre assez insensible à l'incidence.

## Exemples d'utilisation

### Aviation
Les corps de moindre traînée (en couche limite totalement turbulente), quoique moins performants que les corps laminaires (ou plus exactement « à laminarité étendue de leur couche limite »), restent beaucoup utilisés (exemples : le train d'atterrissage du Cri-cri ou le carénage de charge externe du Miassichtchev VM-T).
Même s'ils reprennent assez bien la forme des corps de moindre traînée, les ailes et empennages d'avions, ainsi que leur fuselage, ne sont pas des corps de moindre traînée à surface frontale donnée : au contraire, on leur donne plus de corde afin d'atteindre une surface suffisante (ailes et empennage) et plus de longueur (fuselage) afin de donner suffisamment de bras de levier à l'empennage. Si l'on cherche un fuselage traité comme un corps de moindre traînée (à surface frontale donnée), c'est vers l'habitacle du Lockheed P-38 Lightning, par exemple, qu'il faut se tourner (voir aussi le Fokker GI).

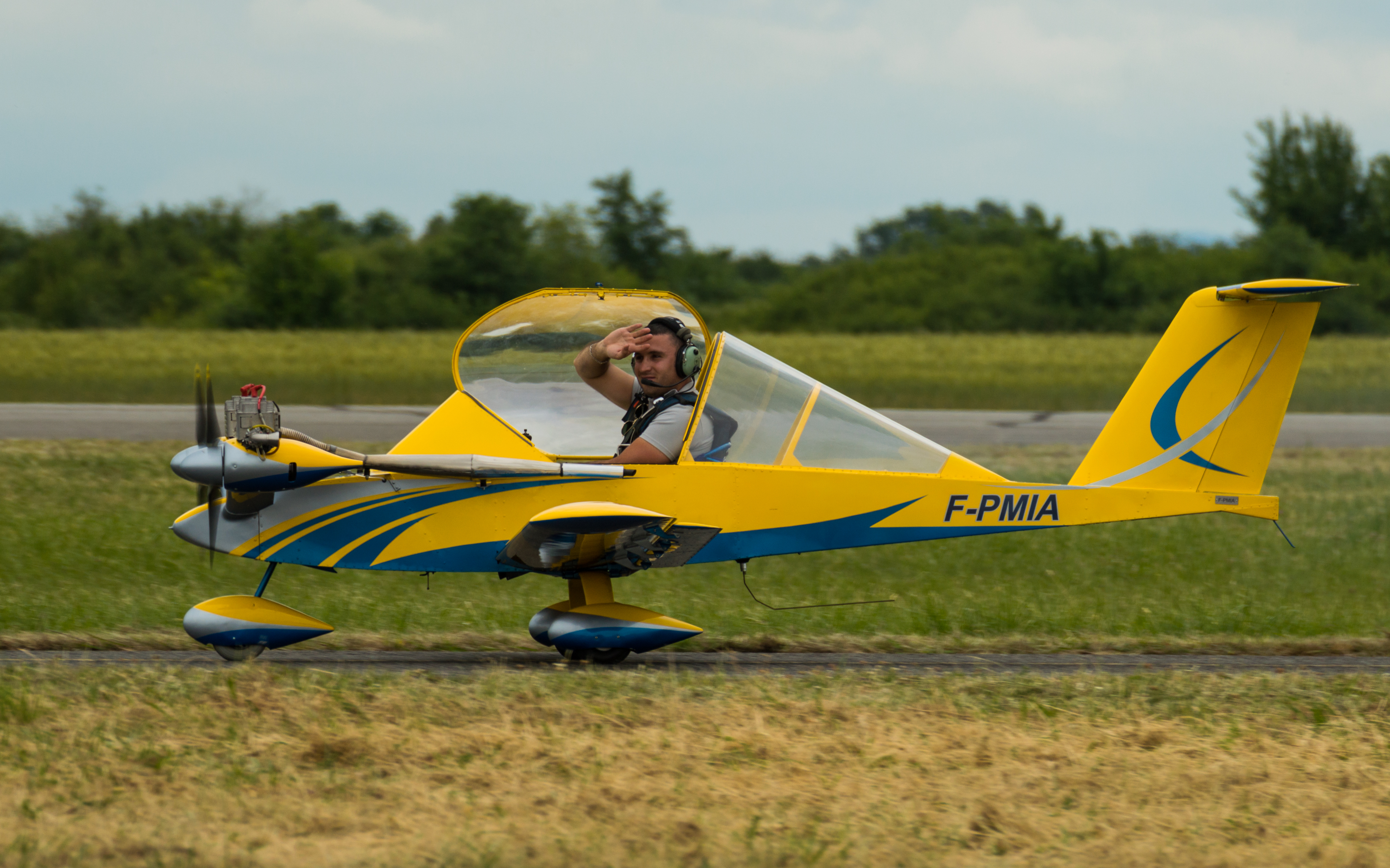
Avion de voltige Cri-cri.
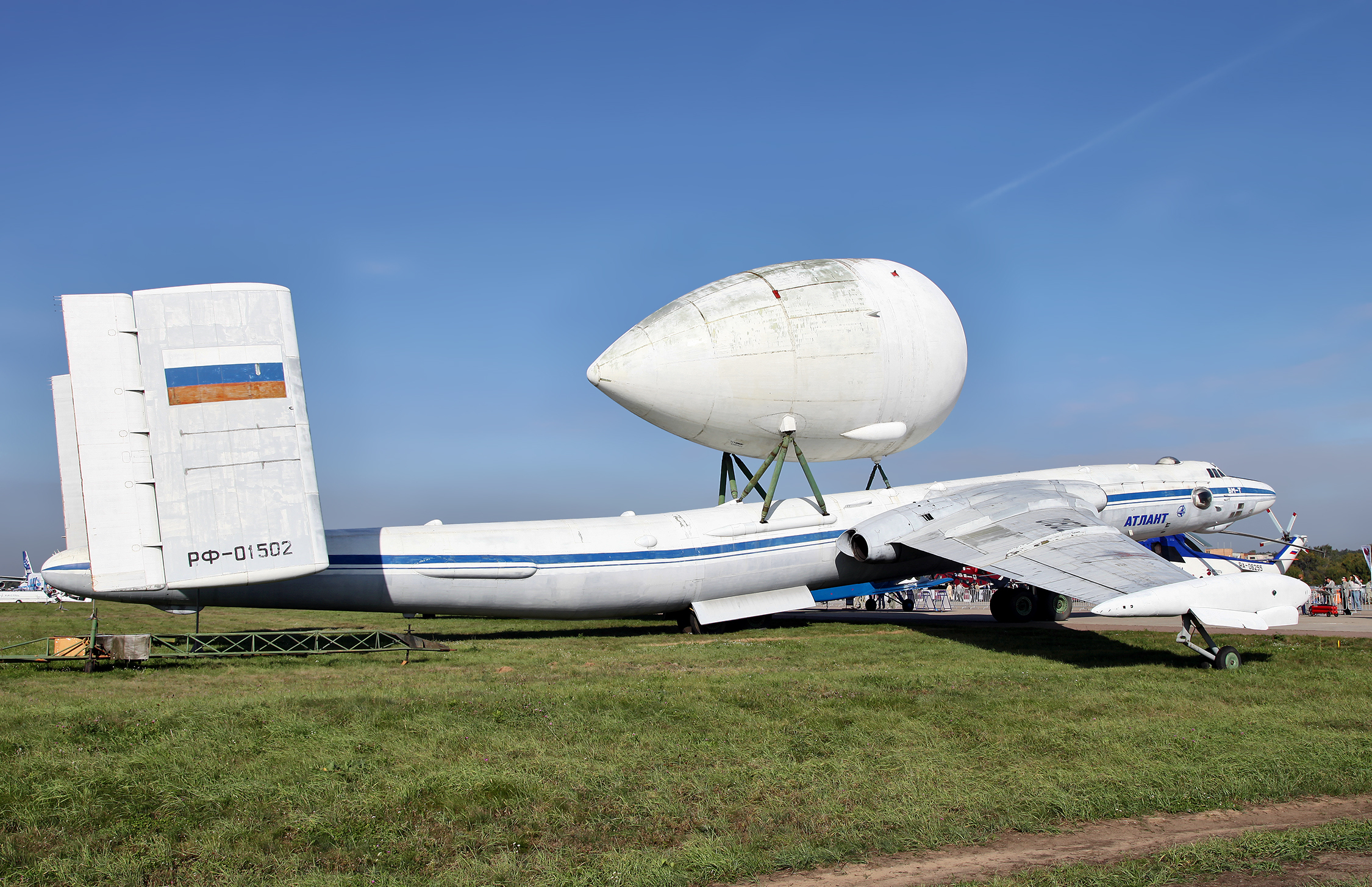
Carénage de charge externe du Miassichtchev VM-T Atlante.
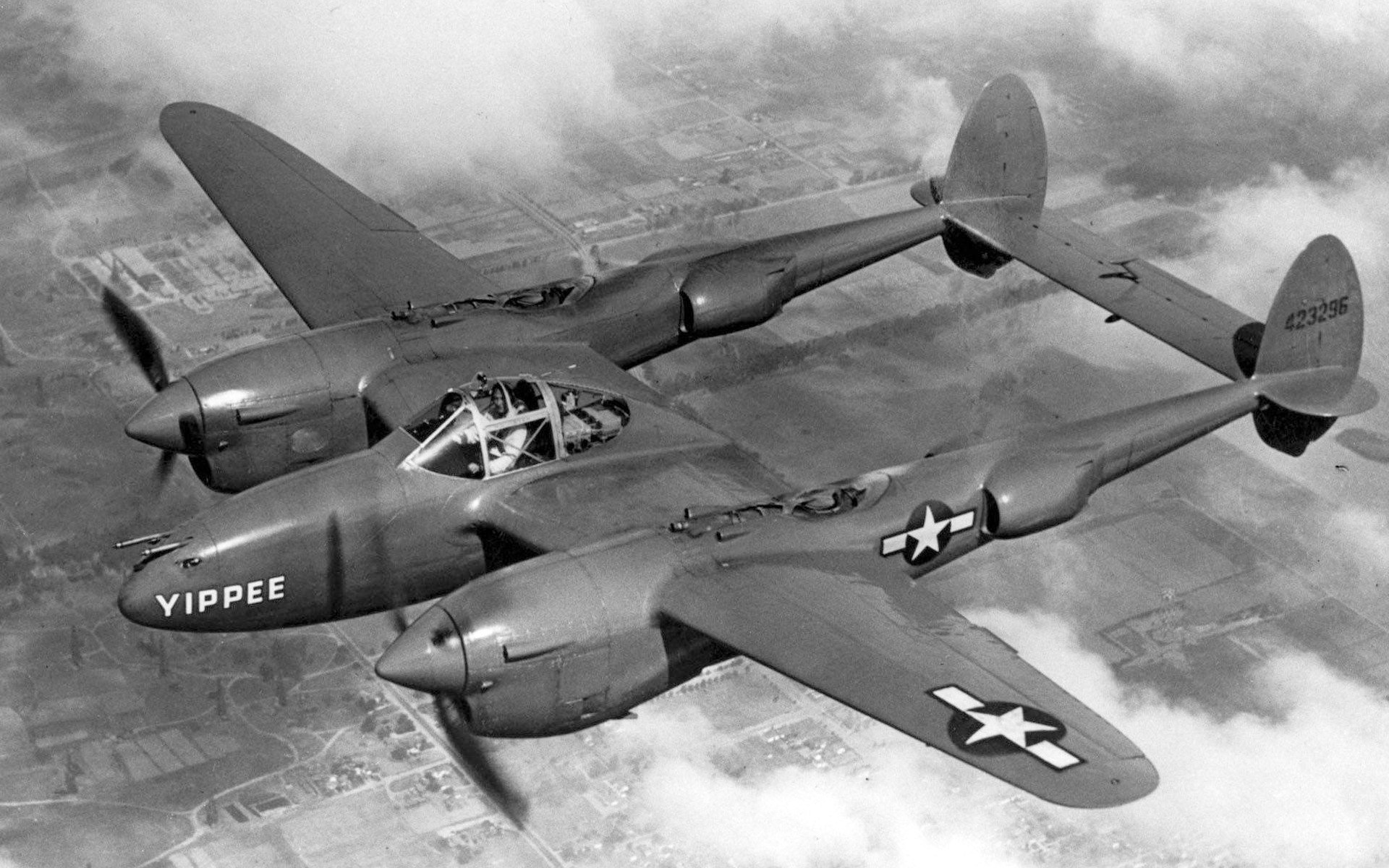
Avion P-38 Lightning.

### Dirigeables et sous-marins
Dirigeables et sous-marins devraient être des corps de moindre traînée à volume donné (d'élancement optimal 4 ou 5), comme le carénage de l'organe arrière des sous-marins soviétiques de classe Akula (image de gauche). Mais la simplicité de construction par viroles cylindriques successives fait que seules leurs parties avant et arrière sont profilées (au demeurant, les élancements plus forts n'augmentent que peu la traînée). Sighard F. Hoerner constate d'ailleurs dans son ouvrage, Drag, que « l'élancement L/D des dirigeables (qui a pu atteindre 10) n'est pas optimal et est motivé par d'autres considérations (entre autres : efficacité des gouvernes et peut-être également dimensions des hangars) ».
Si l'aileron et le bulbe de lest du voilier Pen Duick II furent traités en corps de moindre traînée « totalement turbulent », les parties sous-marines des voiliers de compétition actuels, telles que les bulbes et ailerons de lest, sont fréquemment traités en corps « laminaires ».
Les impératifs particulier de la propulsion humaine (ou musculaire) ont cependant conduit l'inventeur français Stéphane Rousson à construire des dirigeables très proches des corps de moindre traînée (même s'il manque à ces engins un carénage autour du pilote).

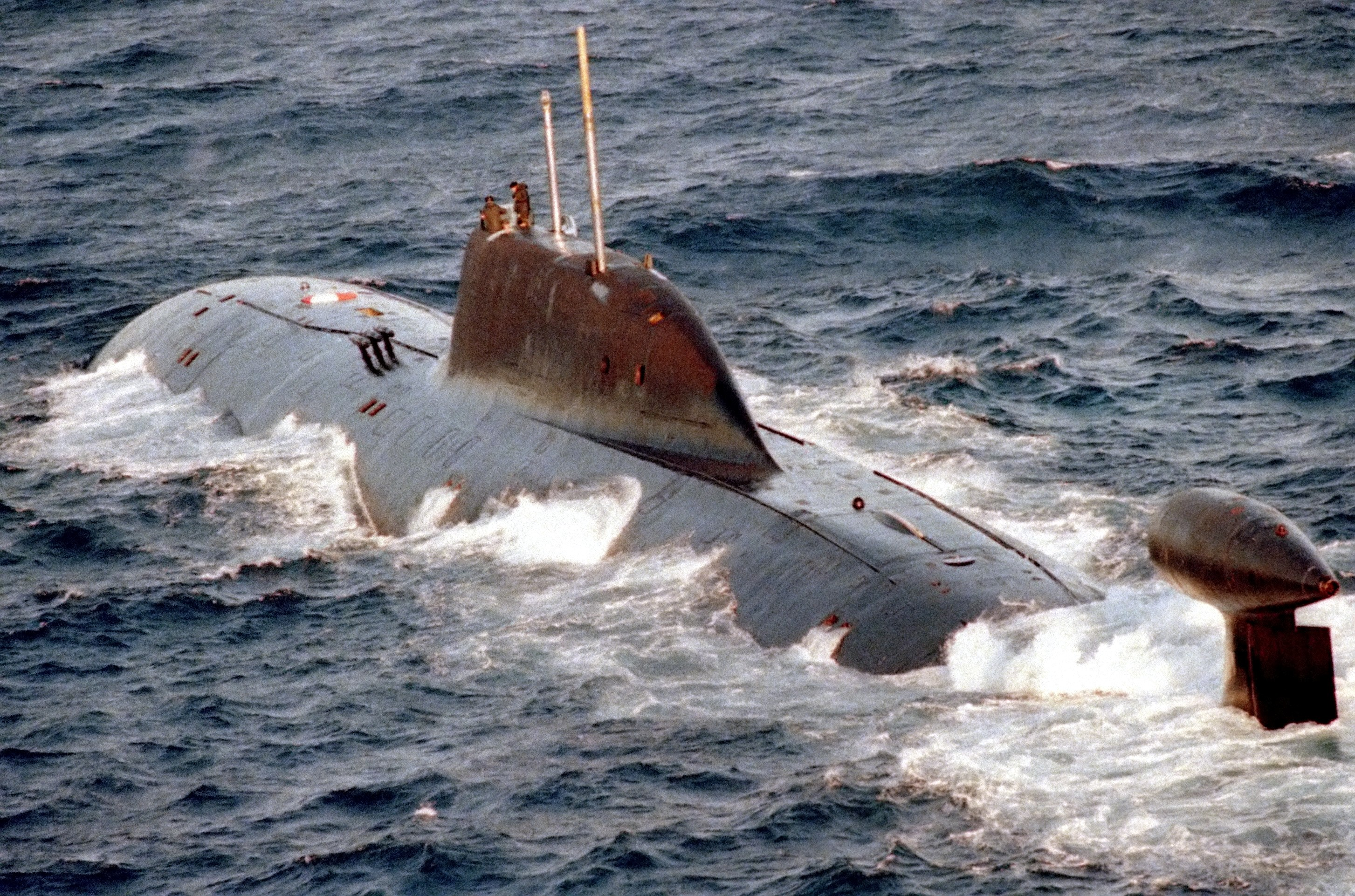
Sous-marin soviétique de la classe Akula.
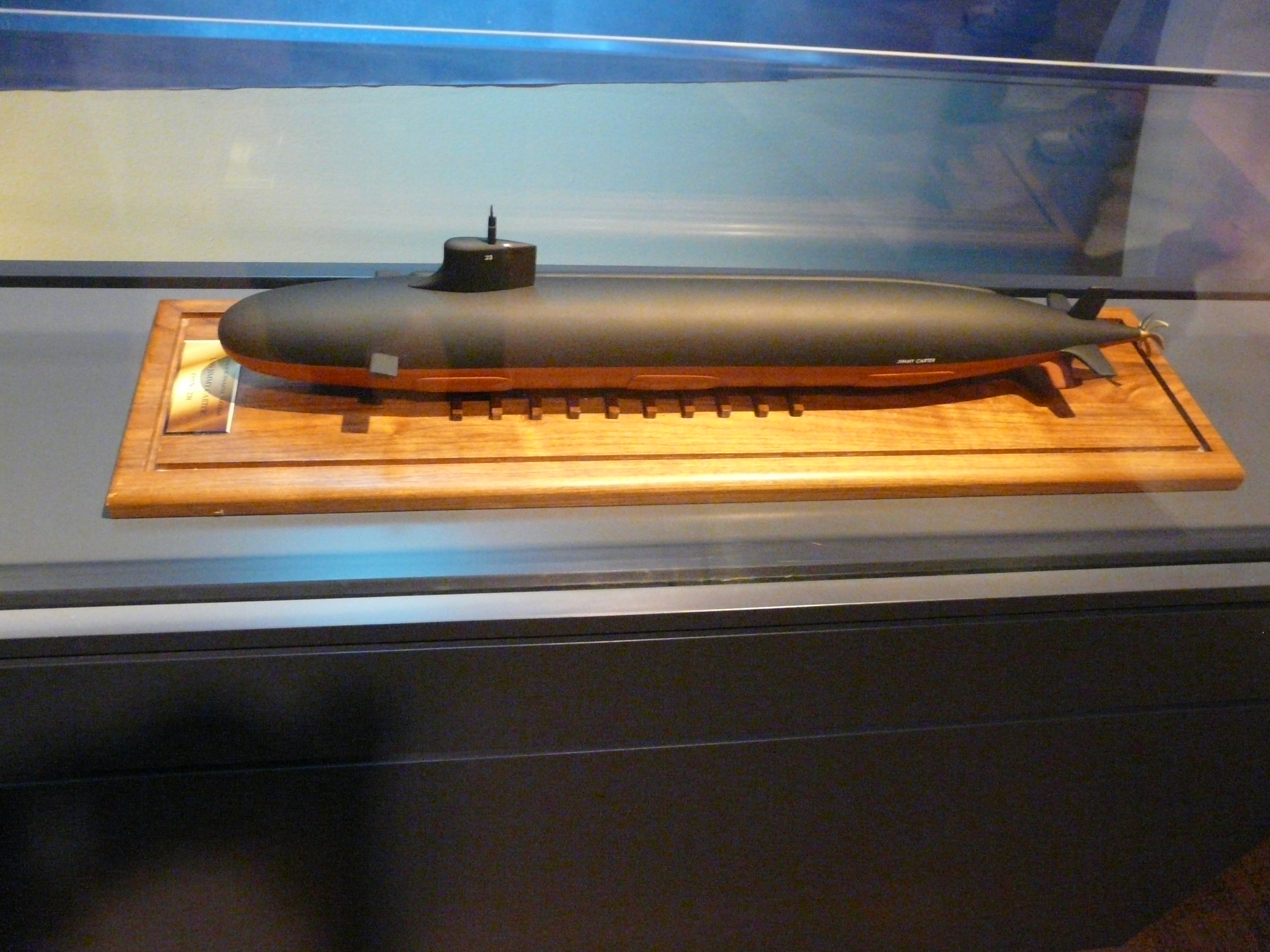
Maquette du sous-marin USS Jimmy Carter.
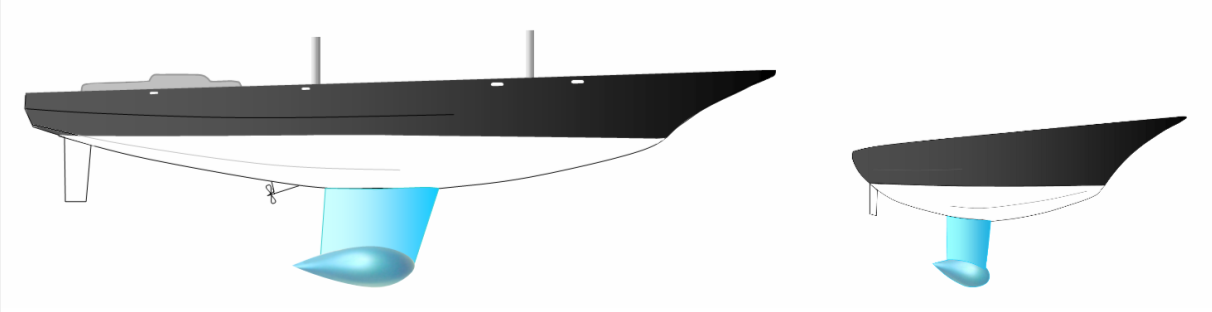
Bulbe de lest du Pen Duick II traité en corps de moindre traînée « turbulent ».
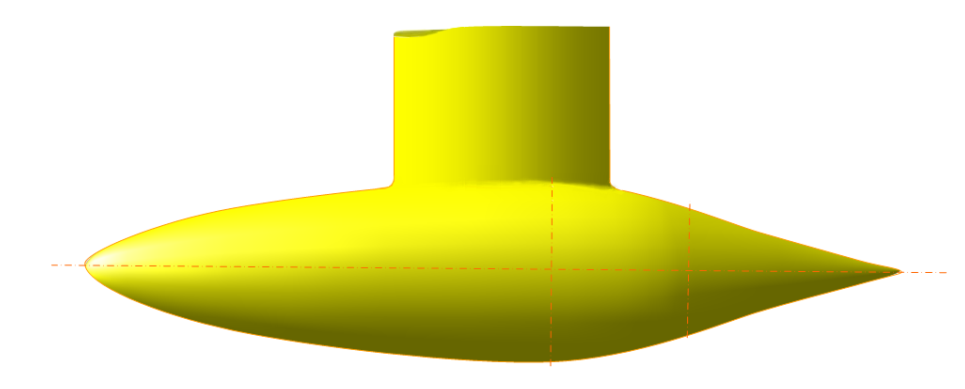
Bulbe de lest de voilier traité en « corps laminaire » (noter le recul du maître-couple).
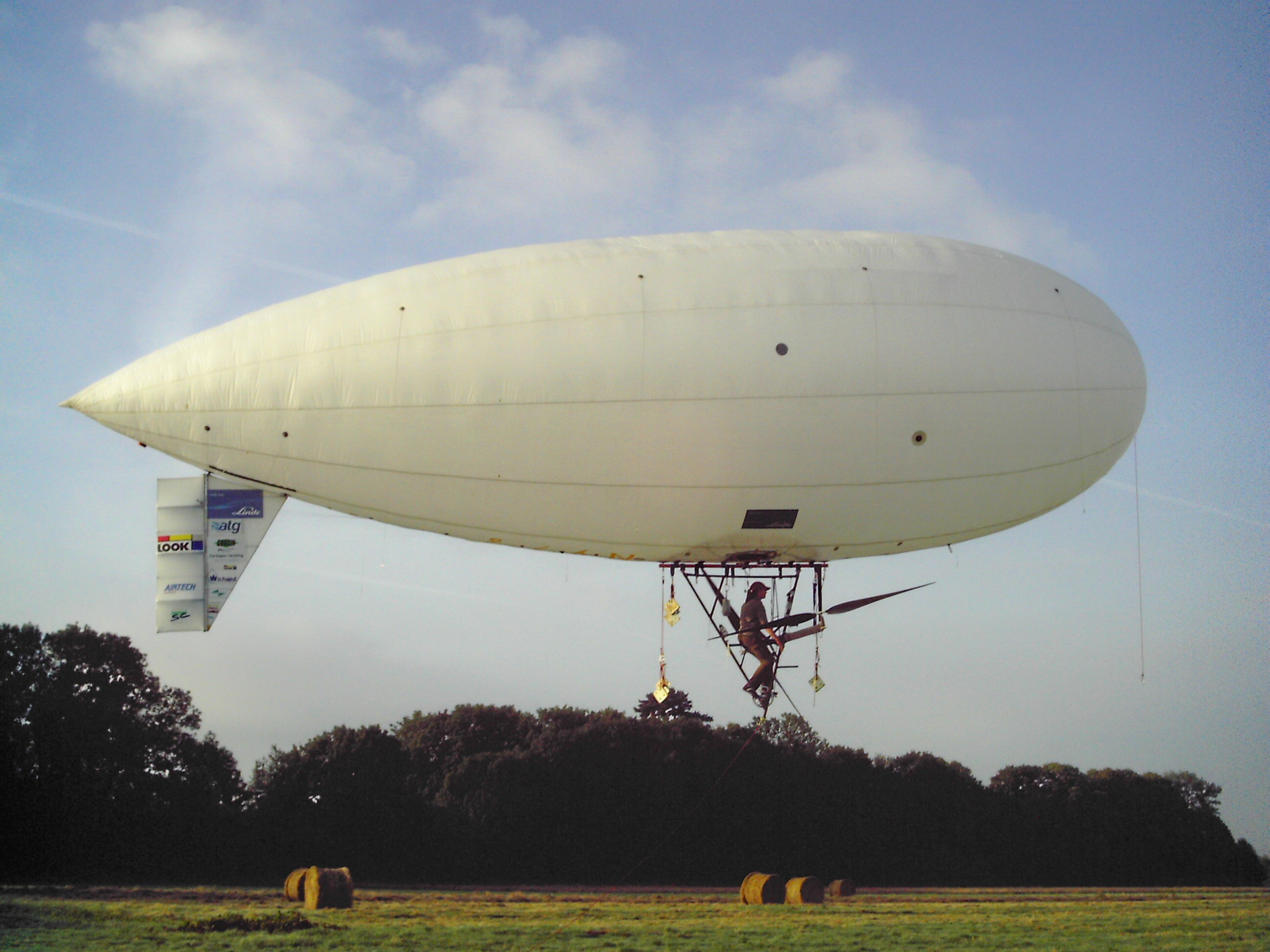
Dirigeable Mlle Louise de Stéphane Rousson.
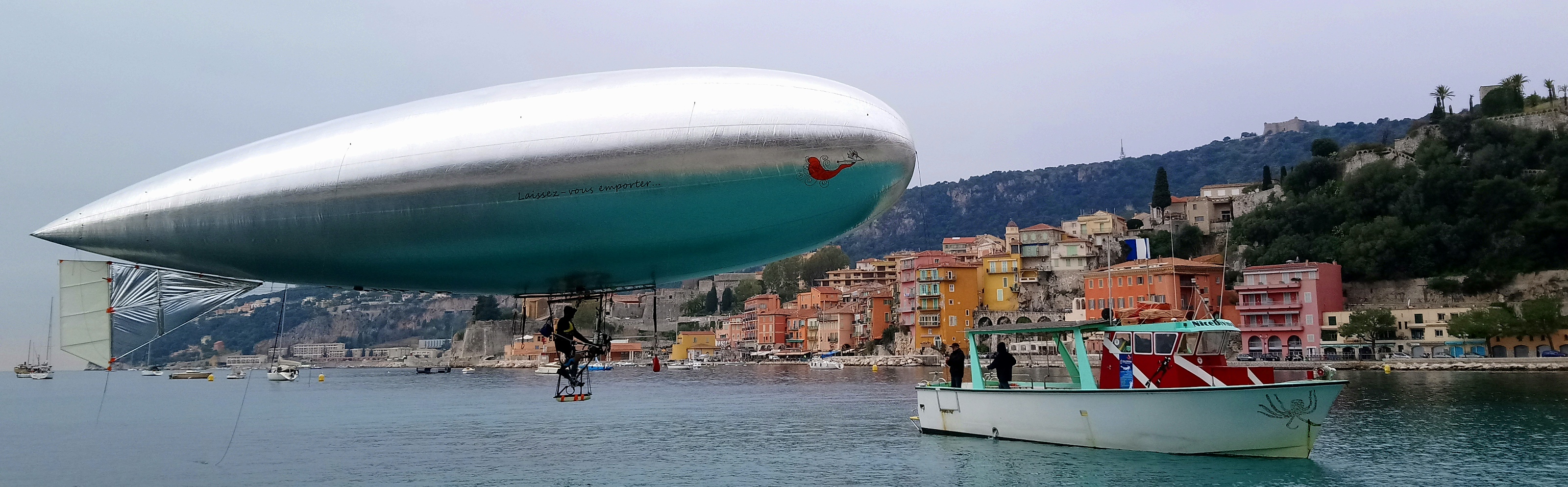
Le Zeppy de Stephane Belgrand Rousson présente un élancement de 4 tout à fait optimum pour un corps de moinde traînée de volume donné.

### Véhicules routiers

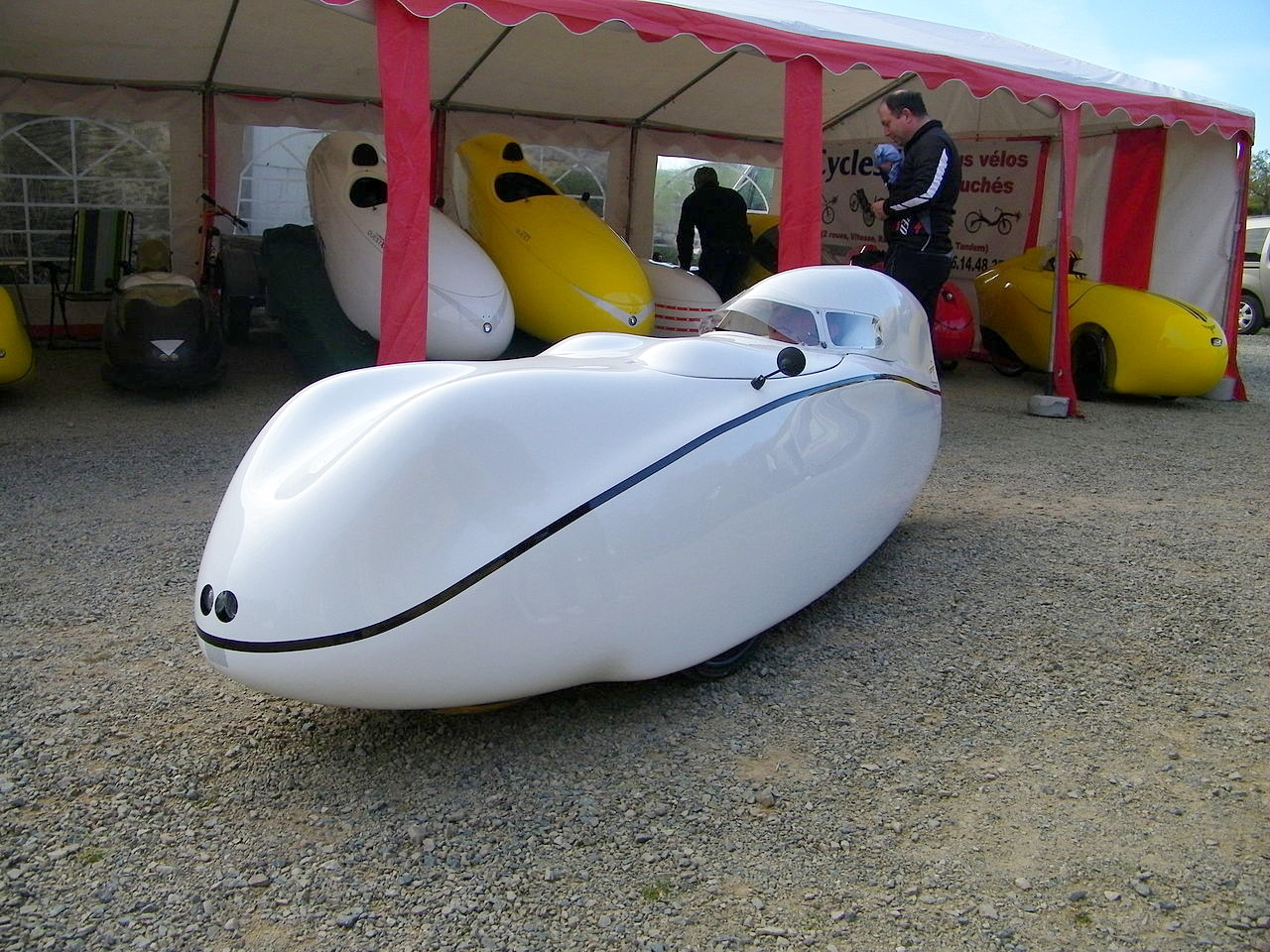
Tricycle Milan sl en version fermée

Pour des raisons d'habitabilité ou de tenue de route, les véhicules routiers ne peuvent généralement pas adopter la forme d'un corps de moindre traînée. Mention spéciale doit être faite des véhicules routiers à propulsion humaine dont certains (à deux roues ou à trois roues) reprennent la forme du corps de moindre traînée, en général « en couche limite totalement turbulente » (image ci-contre). De rares véhicules bicycles de records, cependant, dont le pilote (et moteur) est installé en position couchée, ont adopté la forme du corps de moindre traînée « à laminarité étendue ».
Des tentatives ont été faites pour adapter la forme de moindre traînée totalement turbulente aux berlines de tourismes, comme en 1939, la Schlörwagen (« voiture de Karl Schlör ») dont la carrosserie englobait les quatre roues : des mesures de Volkswagen dans les années 1970 sur un modèle ont même dégagé pour cet engin un Cx frontal de seulement 0,15. Au demeurant, les adaptations nécessaires du corps de moindre traînée totalement turbulent à la route et aux fonctions des véhicules légers (habitabilité, tenue de route) augmentent notablement son Cx frontal.
Walter E. Lay proposa en 1933 le schéma ci-dessous (galerie, à droite) qui montre l'influence des parties avant et arrière de la voiture sur son Cx frontal. De nos jours, les meilleurs Cx frontaux de berlines de tourisme sont entre 0,21 et 0,3, avec cependant des formes de carrosserie moins radicales. On doit admettre cependant que l'aérodynamique automobile actuelle est largement handicapée par le poids des modes et des engouements commerciaux. Inversement, l'optimisation de l'aérodynamique des véhicules résulterait en l'uniformisation des silhouettes des modèles de toutes les marques.
Le Cx des poids lourds et véhicules utilitaires s'avère très défavorable, plus à cause de leur traînée de culot (hayon arrière) que de leurs formes avant (qui peuvent être carénées plus facilement). Diverses expériences ont visé à la réduction de la traînée de culot des poids lourds ou utilitaires, depuis le montage d'un carénage de culot en cul de poule plus ou moins tronqué, jusqu'à l'ajout de culots en escalier ou de cloisons de refend longitudinales croisées. Comme sur les véhicules de tourismes, le carénage de dessous de caisse et des roues ne doit pas être oublié.

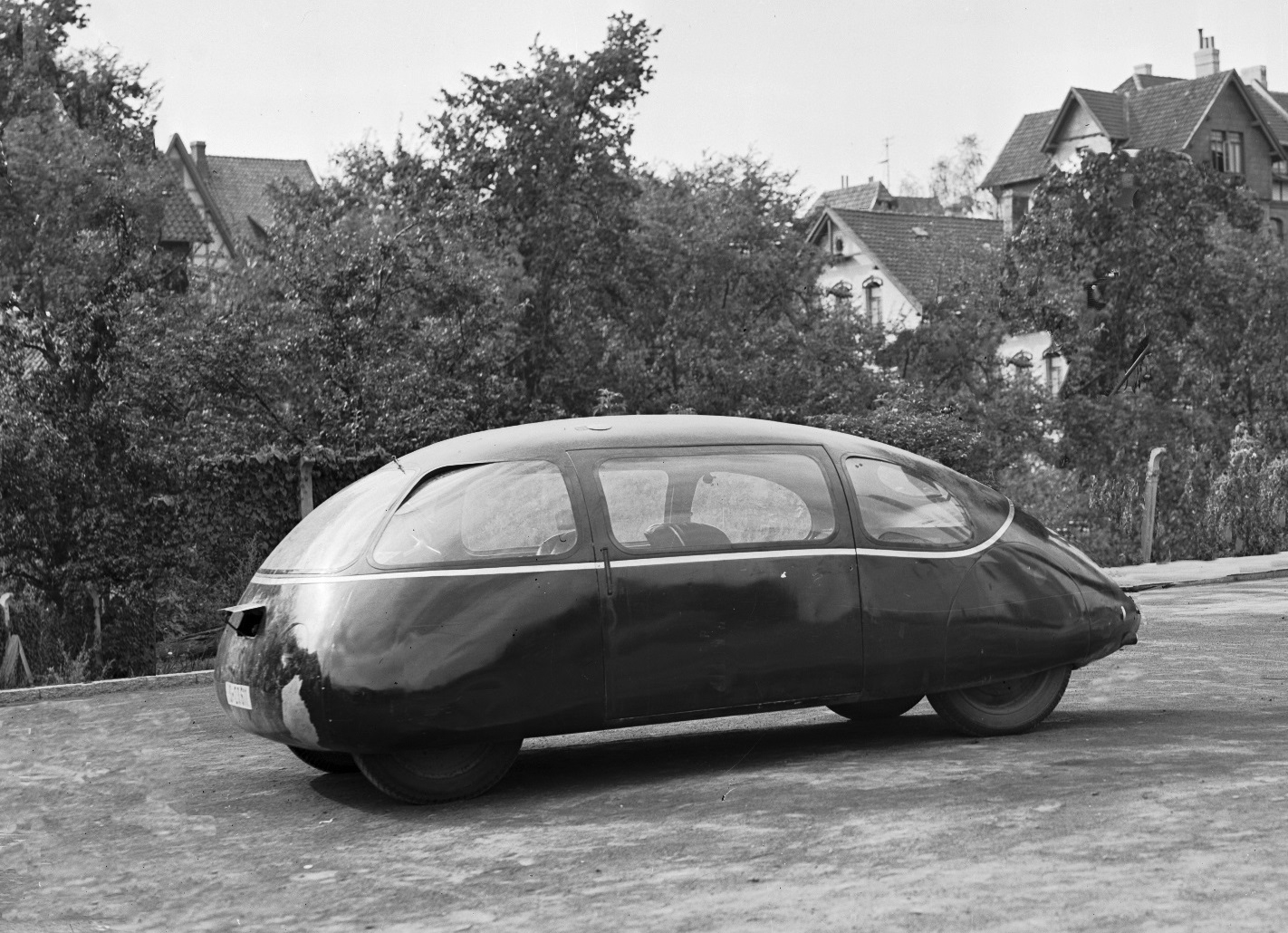
La Schlörwagen (l'avant est à gauche).
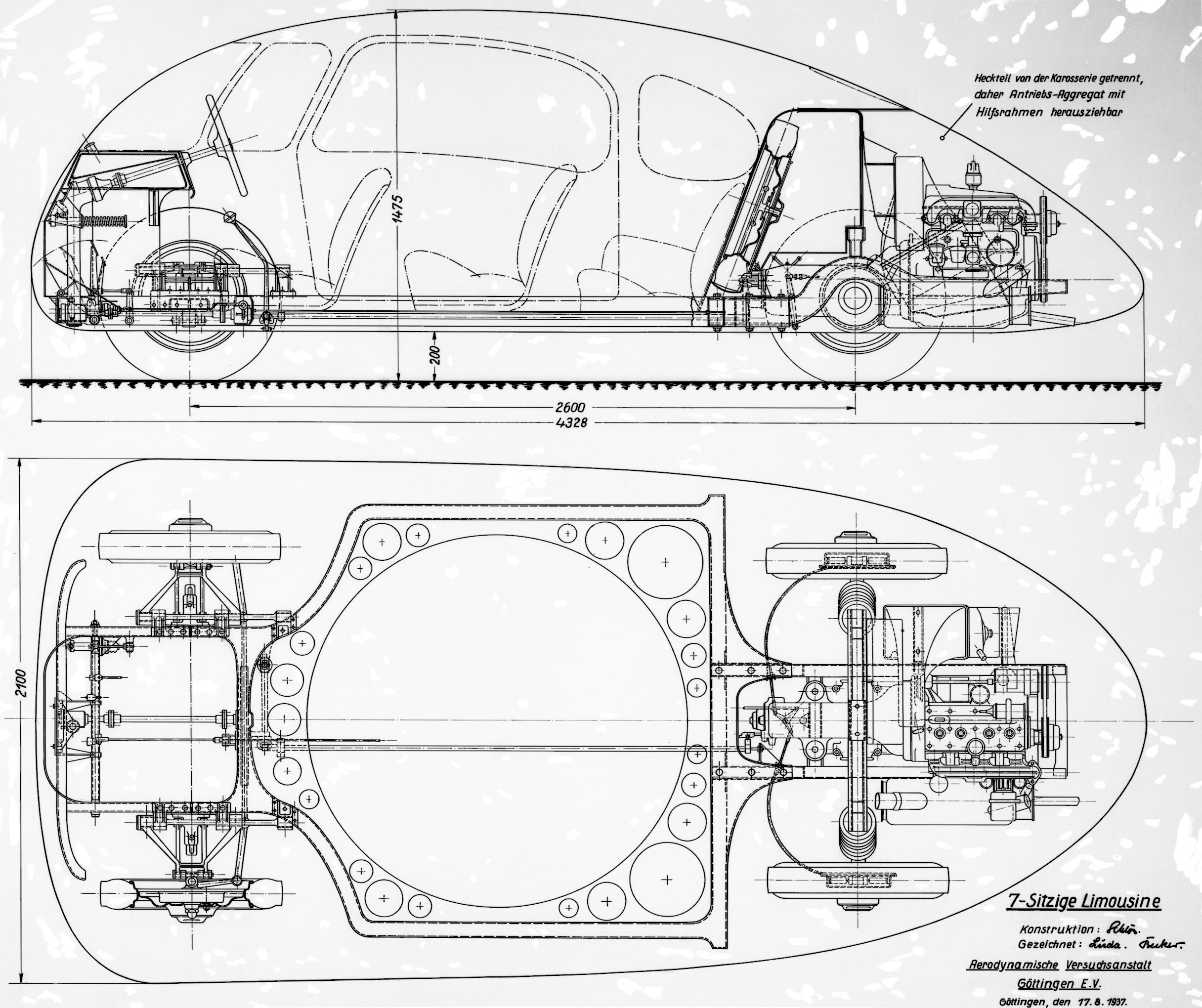
Plans de la Schlörwagen.
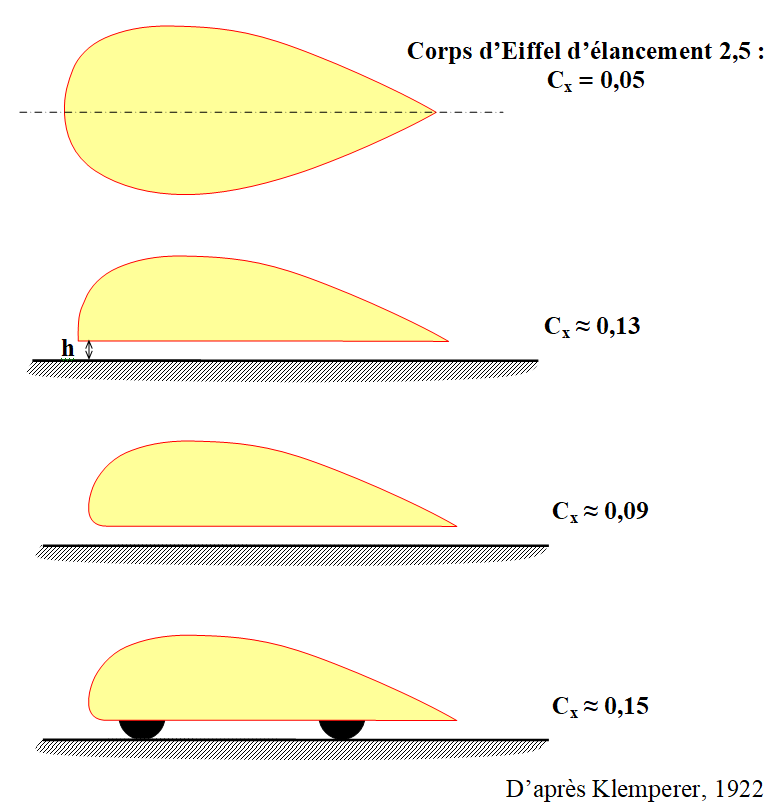
Adaptation du corps de moindre traînée « totalement turbulent » à la route.
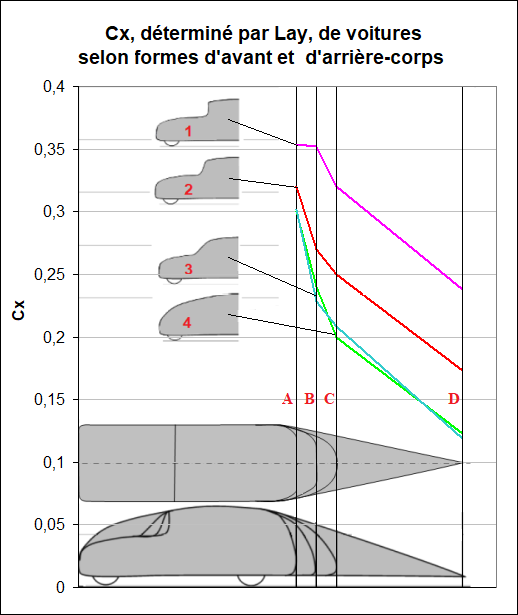
Influence des formes avant et arrière sur le Cx frontal. D'après Walter E. Lay.

## Corps de moindre traînée de section non circulaire
Le Cx des corps de moindre traînée de sections carrées à 0° d’incidence est un peu plus fort (autour de 10 %) que celui des corps de sections circulaires. On utilise de telles formes pour leurs facilités de réalisation (ci-dessous voiture à hélice Hélica et fuseaux moteurs du Caudron G.4).

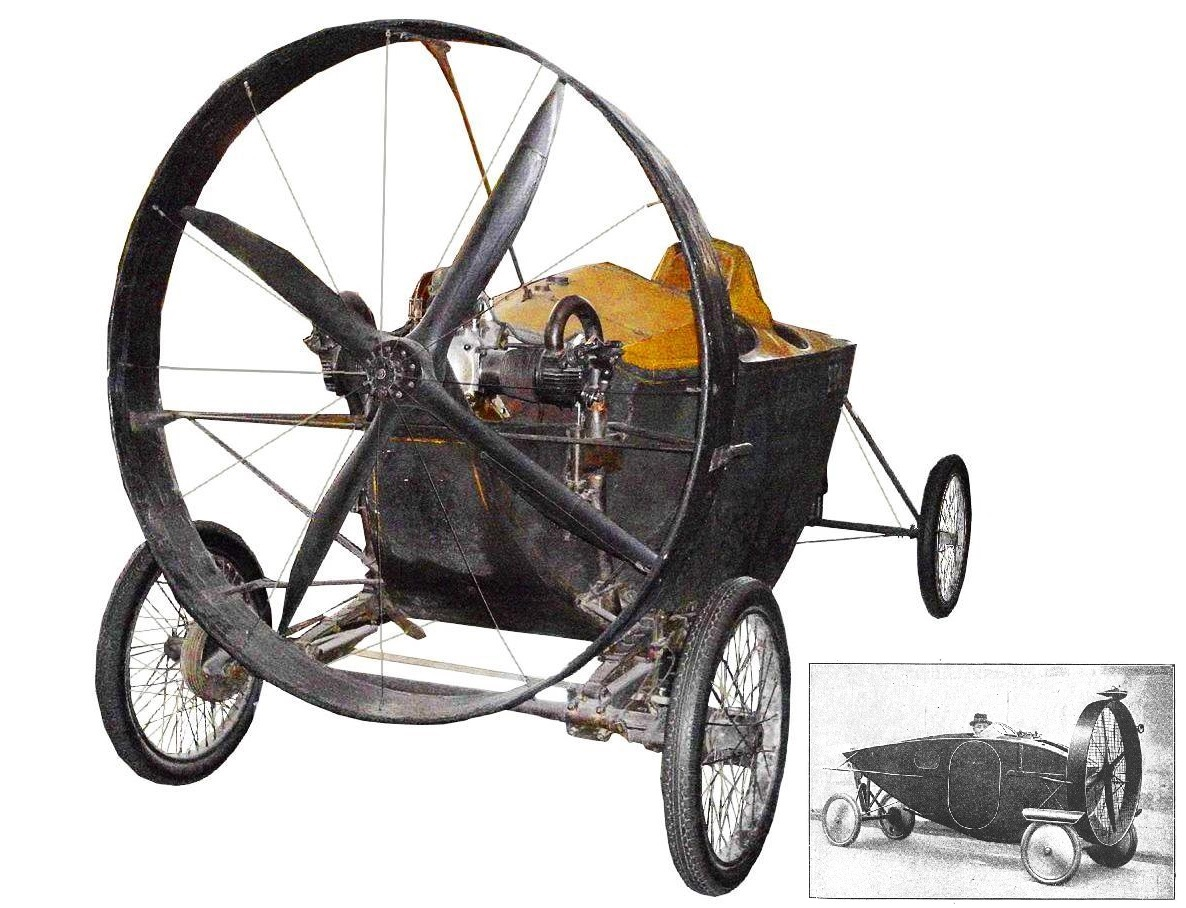
La voiture à hélice Hélica de Marcel Leyat, 1921.
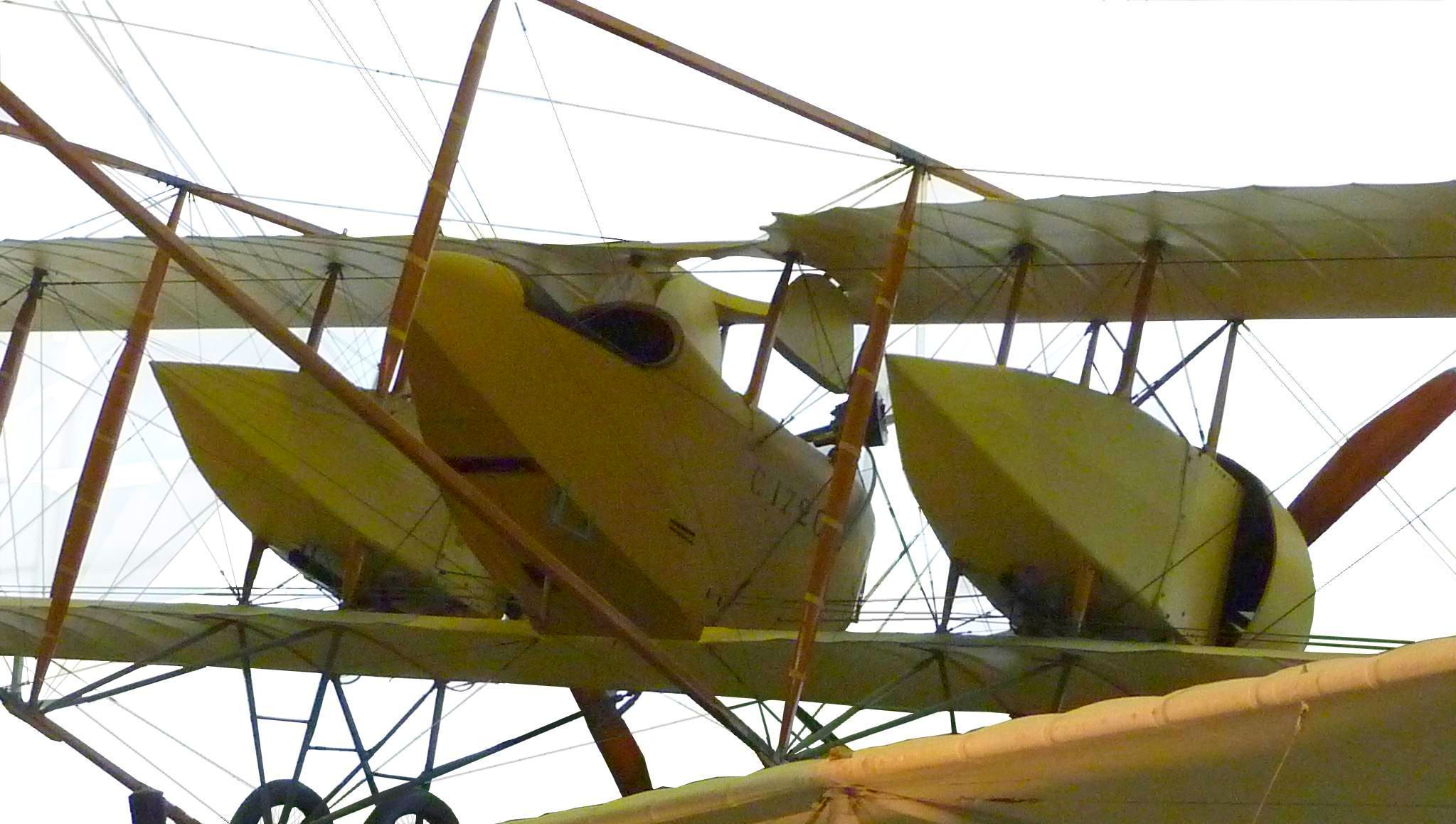
Caudron G.4, 1915, Musée Air et Espace du Bourget.

## Troncature des corps de moindre traînée
Pour des raisons de poids ainsi que de sécurité (la pointe arrière de corps profilés 3D ou le bord de fuite des ailes constituant un danger lorsque les aéronefs sont remisés) il est utile de tronquer l’arrière des corps profilés. Dans son ouvrage Drag, Hoerner donne les moyens de calculer l’augmentation de {\displaystyle C_{x}} due à une troncature du cône de fuite d’un corps de moindre traînée 3D d’élancement L/D = 4.
Pour une troncature raccourcissant un tel corps de 10 %, l’augmentation de {\displaystyle C_{x}} n’est que de 2 %.
Pour les ailes (qui sont des corps de moindre traînée à surface donnée), Hoerner admet que l’épaisseur permise du bord de fuite peut aller de 3 mm jusqu’à 25 mm selon la taille de l’avion,.

## Avant-corps et arrière-corps de moindre traînée
Le constat d’une relative indépendance des écoulements d’avant corps et d’arrière-corps (du moins sur les corps suffisamment élancés) (voir l’article détaillé "Avant-corps") permet d’expliquer l’utilisation de formes classiques pour caréner l’avant ou l’arrière de corps particuliers. Ainsi peut-on observer des arrière-corps carénés en sinus à l’aval des moyeux d’hélice marine (image ci-dessous).
Pour diminuer la consommation d’énergie et réduire les turbulences, les moteurs de ventilateurs des souffleries sont pareillement dotés de cône de fuite. De même, leur avant est caréné par une ‘‘casserole’’ d’hélice reprenant les formes de l’avant du corps de moindre traînée classique (images ci-dessous).
La pose d’un simple hémisphère devant un cylindre exposé dans un écoulement parallèle à son axe réduit sa traînée d’avant-corps à presque rien. Allonger légèrement cet hémisphère amène le {\displaystyle C_{x}} de pression d'avant-corps à mieux que zéro, (voir l’article "Avant-corps"),.
Terminer le corps ainsi constitué par une forme conique d’élancement 2 ou 2,5 conduit à une traînée minimale et reproduit bien le fuselage des avions de transport de passagers, à ceci près que le cône de queue de tels avions est relevé de ~14° afin de créer la garde au sol qu'imposent les incidences de décollage et d’atterrissage.
Lors de leur rapatriement depuis leur lieu d’atterrissage, le montage d’un cône de queue sur les navettes spatiales abaissait leur {\displaystyle C_{x}} de 55 % tout en diminuant les turbulences sur l’empennage du Boeing 747 utilisé pour ce rapatriement , (image ci-dessous).

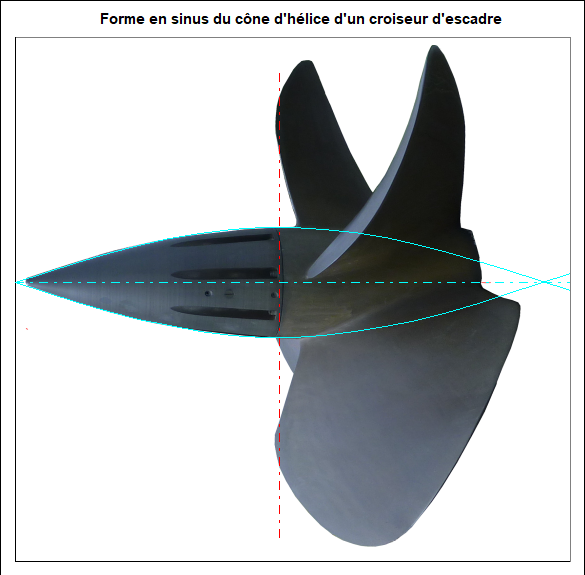
Forme en ‘‘sinus’’ du cône d’hélice d’un croiseur d’escadre
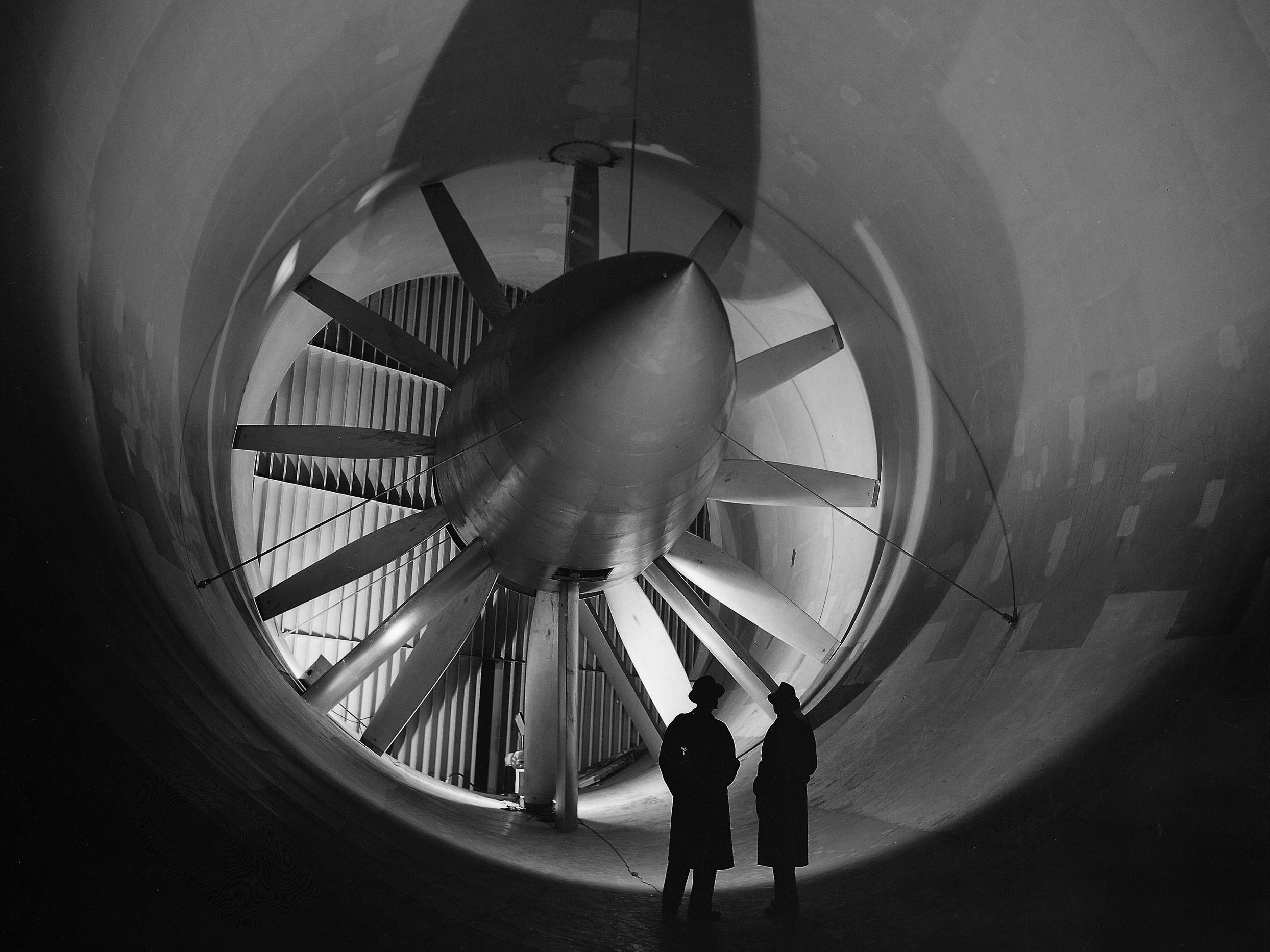
Carénage de l'arrière d'un moteur de soufflerie
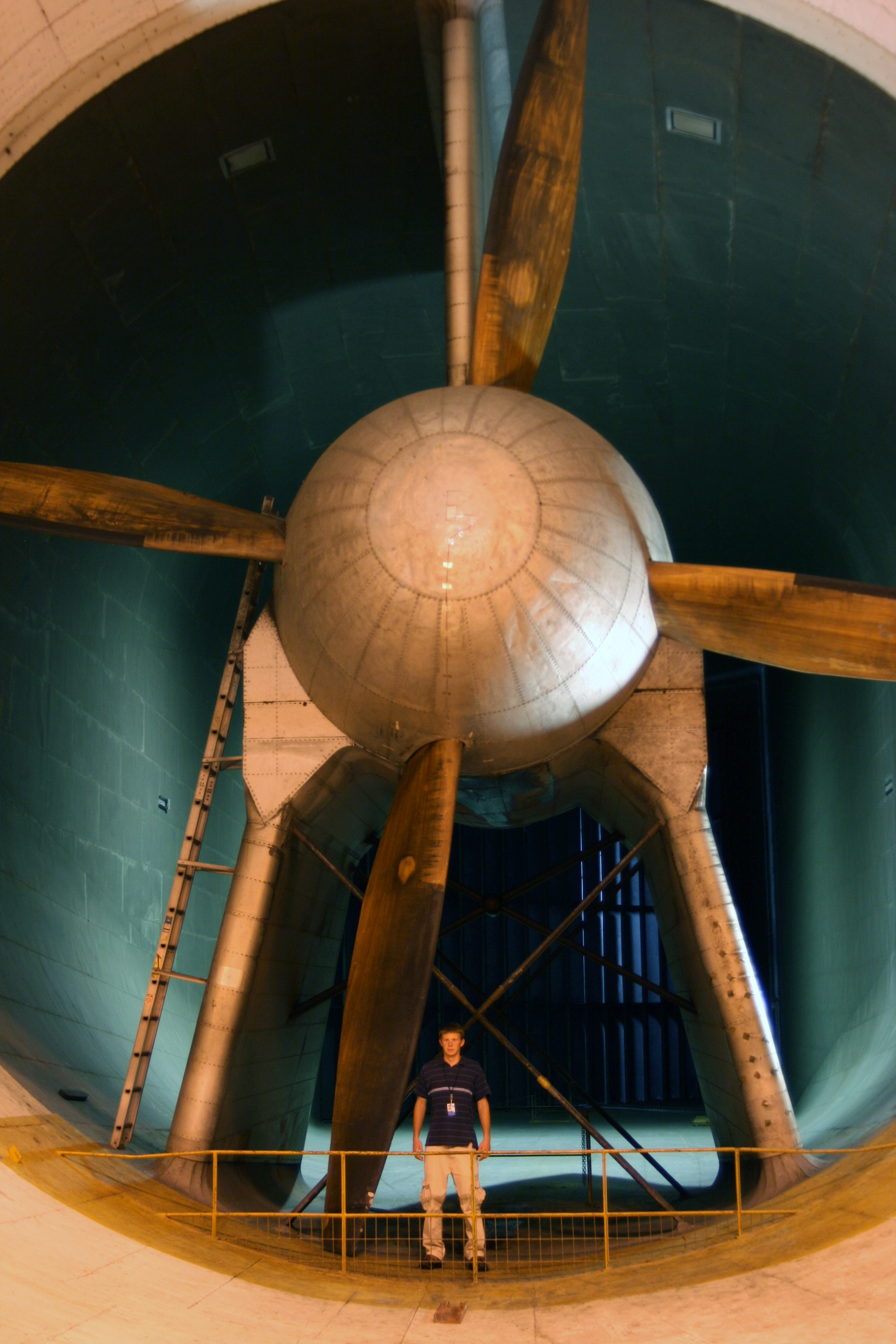
Casserole d’hélice à l’avant du moteur de ventilateur
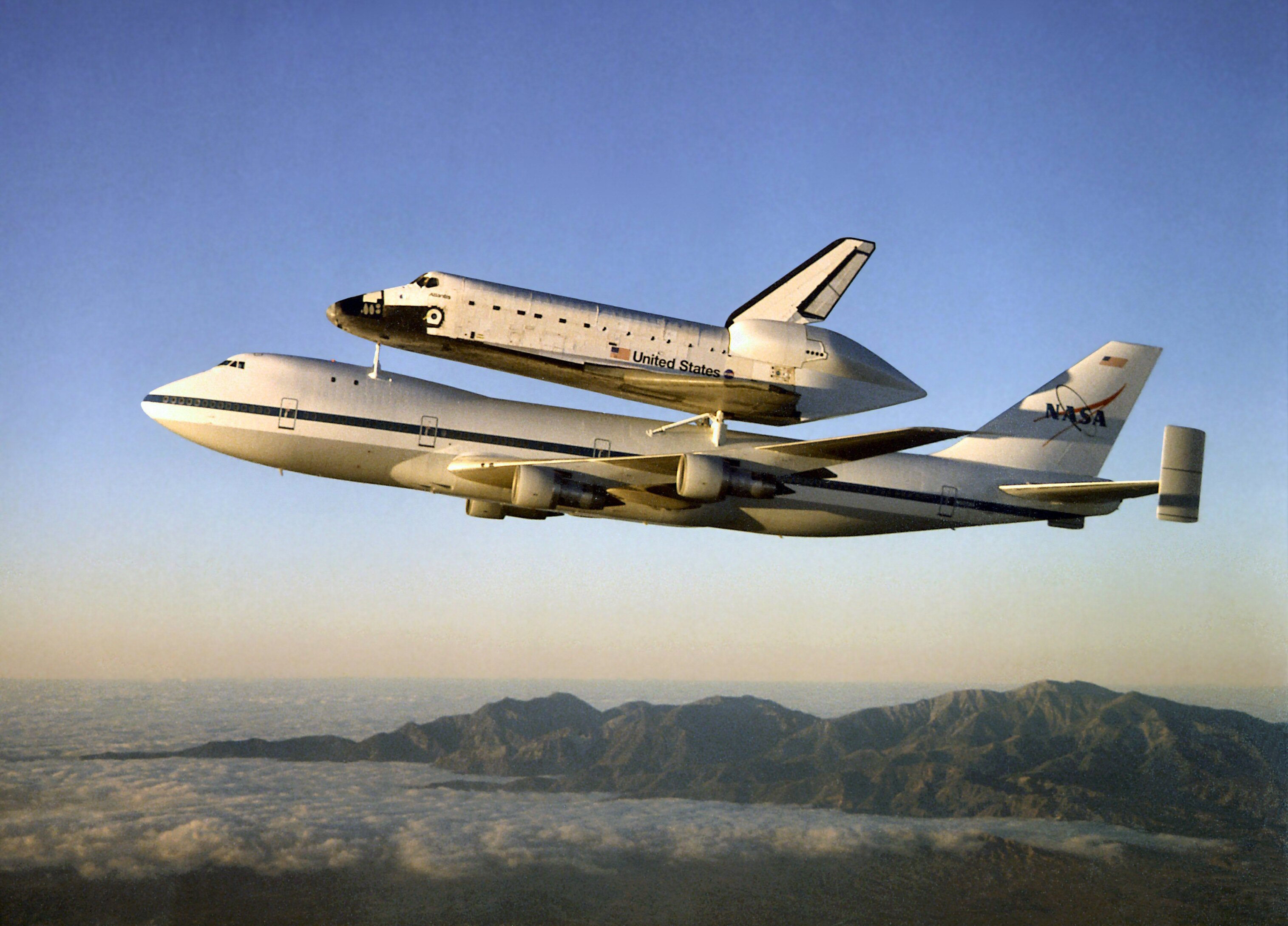
La navette Atlantis sur son Boeing 747 de rapatriement de la navette spatiale